# Cixi

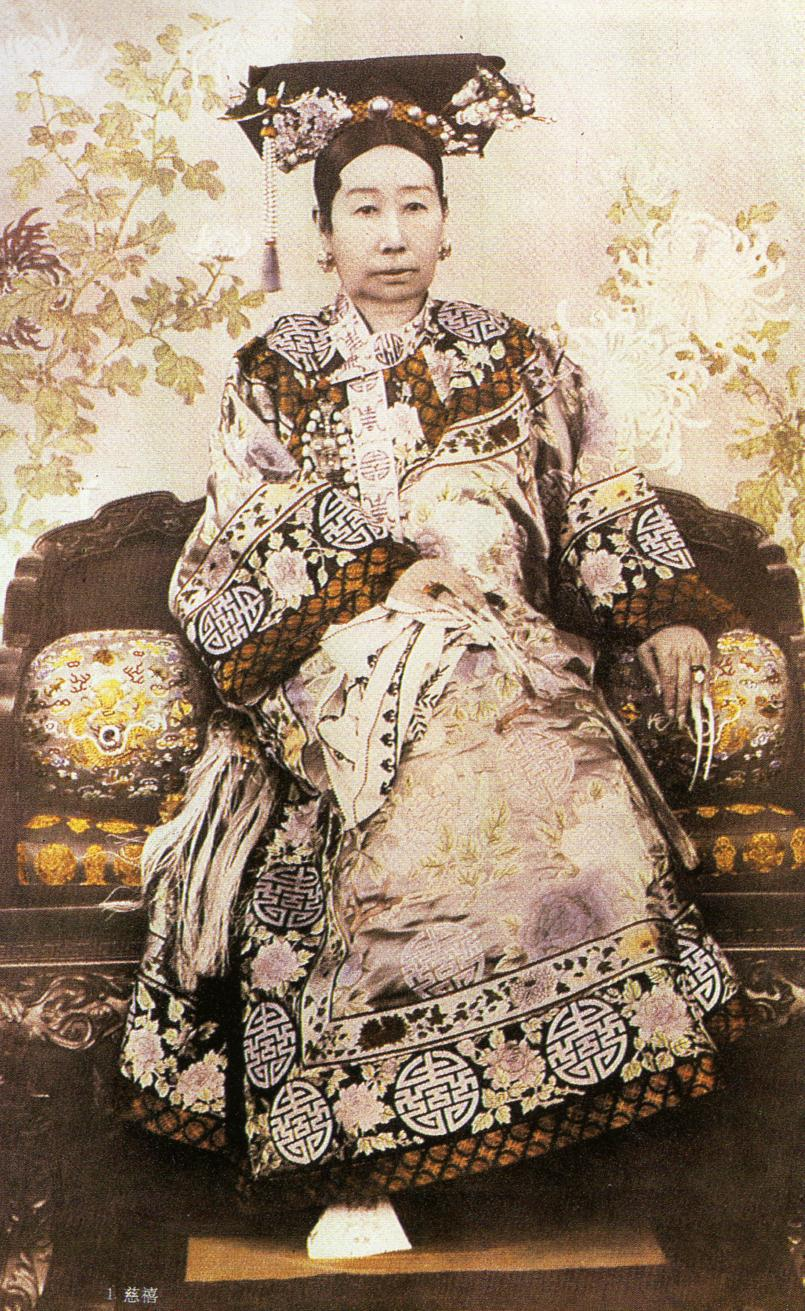
Kolorierte Fotografie um 1890

Cixi (chinesisch 慈禧, Pinyin Cíxǐ, IPA (hochchinesisch) [tsʰɯ2ɕi3], W.-G. Tz'u Hsi; * 29. November 1835; † 15. November 1908 in Peking) war eine Nebenfrau des chinesischen Kaisers Xianfeng und wurde zur einflussreichsten Persönlichkeit der späten Qing-Dynastie.
Cixi entstammte dem Yehe-Nara-Klan (auch: Yehe-Nala), ihr Geburtsname ist nicht bekannt. Im Juni 1852 wurde sie in den Harem der Verbotenen Stadt aufgenommen als Edle Dame Lan (蘭貴人 / 兰貴人, Lán guìrén, deutsch: Orchidee), d. h. als Konkubine 6. Ranges. 1854 stieg sie um einen Rang zur offiziellen Konkubine auf und erhielt einen neuen Namen: Konkubine Yi (懿嬪, Yì pín). Nachdem sie Kaiser Xianfeng einen Sohn geschenkt hatte (es sollte sein einziger überlebender bleiben), stieg sie um zwei Stufen zur Edlen Gemahlin (貴妃, guì fēi) auf. Als Xianfeng im August 1861 starb, wurden – wie in der Qing-Dynastie üblich – die vormalige Kaiserin Zhen und sie als Mutter des erst fünfjährigen Thronfolgers zu Kaiserinwitwen erhoben, sie erhielten die Ehrennamen Kaiserinwitwe Ci’an bzw. Kaiserinwitwe Cixi (慈禧皇太后, Cíxǐ huángtàihòu). Zu Regenten hatte Xianfeng einen Rat von acht Männern um den Mandschu-Beamten Sushun bestimmt, der im November 1861 infolge des Xinyou-Staatsstreichs gestürzt wurde. Von da an führten die beiden Kaiserinwitwen gemeinsam die Regentschaft für den minderjährigen Kaiser Tongzhi bis zu dessen Volljährigkeit im Februar 1873. Infolge einer Erkrankung bat dieser die beiden Kaiserinwitwen im Dezember 1874, erneut die Regentschaft zu übernehmen. Im Januar des folgenden Jahres starb Tongzhi, sein Nachfolger wurde der erst dreijährige Guangxu, ein Neffe von Cixi, den die beiden Kaiserinwitwen adoptierten und für den sie weiterhin als Regentinnen fungierten. Als Ci’an 1881 starb, führte Cixi die Regentschaft allein bis zu Guangxus Volljährigkeit 1889 fort. 1898 übernahm sie erneut die Regierungsgeschäfte, nachdem sie den Kaiser unter Hausarrest hatte stellen lassen, und behielt die Macht dann bis zu ihrem Tode 1908. Guangxu war einen Tag vorher einem Giftanschlag zum Opfer gefallen. Ihr posthumer Ehrenname ist Kaiserin Xiaoqinxian (孝欽顯皇后, Xiàoqīnxiǎn huánghòu). Nur eine Frau hielt länger die Macht über das Kaiserreich in ihren Händen: Kaiserin Wu Zetian, geboren 624, die faktisch von 660 bis zu ihrem Tod 705 das Land beherrschte.
Historisch betrachtet gehört Cixi zu den umstrittensten Personen der chinesischen Geschichte. Innenpolitisch versuchte sie zunächst, notwendige Reformen auf ein Minimum zu beschränken (Tongzhi-Restauration). Während seiner Alleinregierung leitete Guangxu 1898 dilettantisch überstürzte Reformen ein (Hundert-Tage-Reform), die aber am Widerstand konservativer Kreise am Kaiserhof scheiterten. Außenpolitisch geriet China immer weiter in die Defensive: es musste den Europäern sowie Russland und Japan weitere Vertragshäfen gewähren, verlor seine Oberhoheit über Korea und Vietnam und musste Gebietsabtretungen an Russland und Japan hinnehmen (Ungleiche Verträge). Damit büßte es seine Hegemonialstellung in Ostasien ein. Nach dem Boxeraufstand 1900/1901 und einer neuerlichen katastrophalen Niederlage gegen alliierte westliche Mächte sah sich Cixi zu weitreichenden Reformen gezwungen, die aber zu spät kamen, um die Lage in dem technisch rückständigen und wirtschaftlich schwer angeschlagenen Land entscheidend zu verbessern. Etwas mehr als drei Jahre nach Cixis Tod sollte die Qing-Dynastie enden.
Der Aufstieg der Cixi von der unbedeutenden Nebenfrau zur einflussreichen Kaiserinwitwe beschäftigte bereits die Phantasie ihrer Zeitgenossen. Ihre Palastkarriere wurde vor allem im Westen mit einem Reigen von Morden, sexuellen Perversionen und Intrigen in Verbindung gebracht. Maßgeblich für dieses Zerrbild ihrer Persönlichkeit war eine bereits 1910 erschienene Biographie von Edmund Backhouse, welche die Kaiserinwitwe als niederträchtige und degenerierte Persönlichkeit schilderte. Romane und Erzählungen des westlichen Kulturkreises griffen dies auf und charakterisieren Cixi als ehrgeizig agierende Frau, die ihre Aufnahme in den kaiserlichen Harem und den Aufstieg innerhalb der Palasthierarchie gezielt plante und betrieb. Zu den bekanntesten ihr Leben so thematisierenden Erzählungen zählt der Roman Das Mädchen Orchidee von Pearl S. Buck.
In den 1970er Jahren wiesen verschiedene Historiker wie Hugh Trevor-Roper nach, dass die chinesischen Quellen, auf die sich Edmund Backhouse stützte, Fälschungen waren. Die moderne Geschichtsschreibung zeichnet heute ein differenzierteres Bild der letzten Regentin Chinas als Backhouse. Als Mutter des einzigen Sohns und Nachfolgers von Xianfeng wurde sie neben der vormaligen Kaiserin zur Kaiserinwitwe erhoben. Über die Entscheidungsprozesse in der Verbotenen Stadt ist wenig bekannt, so dass man den Anteil Cixis an ihnen oft nur mutmaßen kann. Erst nach dem Ende des Boxeraufstands öffnete sich der Kaiserhof ein wenig europäischen Diplomaten, Journalisten und Künstlern, die dadurch Eindrücke aus erster Hand gewinnen konnten.

## Leben

### Herkunft
Über die Herkunft der späteren chinesischen Regentin ist außer ihrem Geburtsdatum wenig bekannt. So kennt man den Geburtsnamen von Cixi wie den der allermeisten Frauen am Hof nicht. Während der Zeit, in der man sie als eine der kaiserlichen Nebenfrauen in Betracht zog, wurde sie als „die Dame Yehenara, Tochter des Huizheng“ tituliert. Dies ist jedoch kein Geburtsname, sondern bezeichnet ihre Abstammung aus dem Mandschu-Clan, dem sie angehörte (Yèhè Nālā Shì, 叶赫那拉氏).
Cixi wurde im Jahr 1835 am zehnten Tag des zehnten Mondmonats in Peking als älteste von zwei Töchtern und drei Söhnen geboren. Ihre Familie arbeitete seit Generationen im Dienste des Staates und war dementsprechend wohlhabend und gebildet. Ihr Vater Huizheng war zunächst als Sekretär tätig und wurde später Leiter einer Abteilung des Personalministeriums. Er war ein Mandschu-Adeliger aus der Nara-Sippe (oder Nala), die dem blauen gerahmten Banner angehörte, einem der weniger angesehenen unteren fünf der Acht Banner. Die Ahnenreihe der Familie lässt sich bis zum Großvater von Nurhaci, dem Begründer der Qing-Dynastie, zurückverfolgen. Über ihre Mutter ist nichts bekannt.
Als Mandschu hatte Cixi das Glück, dass ihre Füße nicht wie bei den Frauen der Han gebunden wurden. Diese alte Tradition sah das Brechen und Einwickeln der Füße im Kleinkindalter vor, damit das Wachstum behindert wird. Sie lernte lesen, besaß jedoch nur unzureichende Kenntnisse im schriftlichen Chinesisch. Dieses kennt kein Alphabet, sondern verwendet zahlreiche komplizierte Ideogramme. Weiterhin lernte sie, wie für eine junge Dame der damaligen Zeit üblich, Xiangqi, eine chinesische Abart des Schach, spielen, sticken und zeichnen. Sie war vielseitig interessiert, lernte schnell und eifrig. Cixi konnte Mandschu weder sprechen noch schreiben, da dies nicht Teil ihrer Ausbildung war. Den Mangel an formaler Bildung konnte sie durch ihre rasche Auffassungsgabe ausgleichen.
Im Jahr 1843, als Cixi sieben Jahre alt wurde, endete der erste Opiumkrieg und China musste hohe Entschädigungen an die Briten zahlen. Da Kaiser Daoguang unbedingt Geld benötigte, mussten Feste und Feierlichkeiten bescheidener ausfallen oder wurden ganz abgesagt. Als der Kaiser eines Tages eine Inspektion der kaiserlichen Schatzkammer in Auftrag gab, fehlten mehr als 9.000.000 Silbertael. Cixis Urgroßvater war einer der zuständigen Aufseher der Schatzkammer und wurde daher zur Rechenschaft gezogen. Seine Strafe belief sich auf 43.200 Tael. Da er bereits gestorben war, wurde Cixis Großvater aufgefordert, die Hälfte der Schulden zu bezahlen. Da er aber nur 1.600 Tael zusammenbringen konnte, musste er ins Gefängnis gehen und hoffte darauf, dass es Cixis Vater möglich sei, die Schulden zu bezahlen. Das Leben der Familie wurde somit auf eine harte Probe gestellt. Später erzählte Cixi ihren Hofdamen, dass sie mit Näharbeiten Geld dazuverdienen musste. Da sie das älteste Kind der Familie war, sprach ihr Vater angeblich offen mit ihr über die schwierige Situation. Sie gab ihm dabei wohlüberlegte Vorschläge, wie man Geld eintreiben konnte, und gemeinsam erreichten sie die notwendige Summe zur Freilassung des Großvaters. In den Annalen der Familie findet man folgendes Kompliment des Vaters an seine Tochter:

„Diese Tochter ist mehr wie ein Sohn!“

Da ihr Vater sie wie einen Sohn sah, sprach er mit ihr über Dinge, die für Frauen eigentlich Tabu waren. Somit erlangte Cixi Einblicke in Staatsangelegenheiten, welche ihr lebenslanges Interesse prägten. Nach der Begleichung der Schuld des Großvaters wurde Huizheng 1849 zum Gouverneur einer mongolischen Region ernannt. Im Sommer des gleichen Jahres verließ Cixi zum ersten Mal Peking und die Familie ließ sich in Hohhot nieder. Die Eindrücke der frischen Luft und der Natur prägten ihr ganzes Leben.

### Die Aufnahme in den Harem

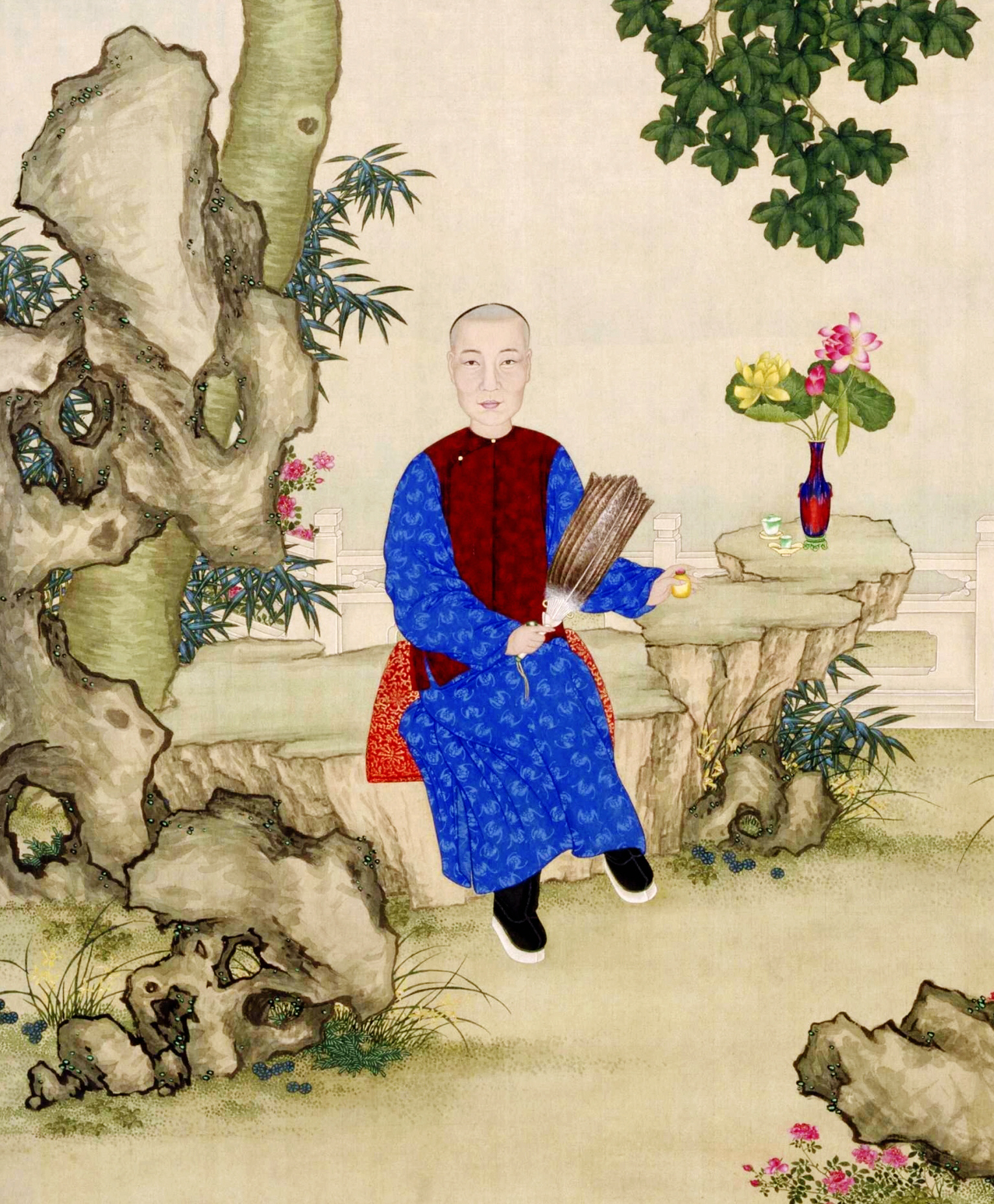
Kaiser Xianfeng

Als im Februar 1850 Kaiser Doaguang starb, wurde sein 19-jähriger Sohn als Kaiser Xianfeng Nachfolger. Kurz nach der Krönung begann die Suche nach geeigneten Gemahlinnen im ganzen Land.
Der Harem eines chinesischen Kaisers im 19. Jahrhundert setzte sich seit der Ming-Dynastie zusammen aus einer Kaiserin, bis zu dreizehn Konkubinen des 1. bis 4. Ranges zu gleicher Zeit und beliebig vielen Konkubinen niederer Ränge. Der Großteil der Frauen des kaiserlichen Harems stammte aus Familien der Acht Banner, wies also entweder eine Mandschu-, Mongolen- oder Han-Abstammung auf. Manchmal wurden auch Koreanerinnen und Angehörige von Turkvölkern in den Harem aufgenommen. Die Auswahl der Gemahlinnen und Nebenfrauen erfolgte nicht durch den amtierenden Kaiser, sondern in der Regel durch die Witwe des vorherigen Kaisers. Die Nebenfrauen wurden dabei aus einer Reihe gerade geschlechtsreif gewordener Mädchen gewählt, die von den Ältesten der Clans vorgeschlagen wurden. Die Chance für eine Clanangehörige, auf diesem Weg zu einer einflussreichen Persönlichkeit des chinesischen Hofes zu werden, war nicht sehr hoch. Erreichte sie jedoch eine solche Position, stärkte das den Einfluss ihres Clans.
Cixi zählte zu den vermutlich zwanzig bis dreißig jungen Mandschu-Frauen, die man nach einer entsprechenden Vorauswahl 1851 der Kaiserinwitwe Xiao Jing Chen als mögliche Nebenfrauen für den 19-jährigen Kaiser Xianfeng nach Peking bestellte. Cixi kehrte zurück in das alte Haus ihrer Familie und wartete dort auf den Tag, an dem die Kandidatinnen dem Kaiser vorgestellt werden. Die Entscheidung sollte im März 1852 stattfinden. Einen Tag vor dem Termin wurde Cixi mit einem Mauleselwagen abgeholt. Obwohl diese Wagen mit Matratzen und Kissen ausgestattet waren, waren sie sehr unbequem. Die Wagen aller ausgewählten Kandidatinnen sammelten sich am Nordeingang der Verbotenen Stadt (der südliche Eingang war für Frauen verboten) und fuhren in einer entsprechenden Reihenfolge in die Kaiserstadt. Dort blieben sie im nördlichen Bezirk über Nacht und warteten in ihrem unbequemen Wagen bis zum Morgengrauen. Erst als sich mit dem ersten Sonnenstrahl die Tore öffneten, konnten sie aussteigen und wurden von Eunuchen in die Halle gebracht, wo Hofbeamte sie untersuchten und für den Kaiser auswählten. Dann wurden sie in einer Reihe vor den Kaiser gestellt. An der Auswahl waren neben der Kaiserinwitwe auch Hofdamen und Eunuchen beteiligt. Zu den Auswahlkriterien, anhand derer man unter den Kandidatinnen die zukünftigen Konkubinen wählte, zählten Gesundheit, Umgangsformen, emotionale Ausgeglichenheit, Grundkenntnisse der chinesischen und der mandschurischen Sprache sowie eine Auswertung des Horoskopes. Lese- und Schreibkenntnisse waren dagegen keine Voraussetzungen für eine Aufnahme in den Harem. Die Mädchen durften außerdem nicht bestimmte Körpermerkmale wie unregelmäßige Zähne oder einen langen Hals aufweisen.

„Neben dem Namen der Familie war ,Charakter‘ das wichtigste Auswahlkriterium. Die Kandidatinnen mussten Würde und gute Manieren besitzen, anmutig, sanft und bescheiden sein – und sie mussten sich am Hof zu bewegen wissen. Das Äußere war zweitrangig, aber sie sollten wenigstens angenehm anzusehen sein.“

Cixi war nicht besonders schön, aber ihre ausdrucksstarken und strahlenden Augen machten wohl großen Eindruck auf den Kaiser. Sie kam in die engere Wahl und musste über Nacht weitere Prüfungen absolvieren. Cixi wurde unter Hunderten zusammen mit vier weiteren Mädchen ausgewählt. Ein Jahr durfte sie sich daheim auf ihre zukünftige Rolle als kaiserliche Nebenfrau vorbereiten. Das zweite Vorbereitungsjahr, das am 26. Juni 1852 nach der zweijährigen obligatorischen Trauerzeit begann, fand innerhalb der Verbotenen Stadt statt, wo Cixi mit den Anforderungen des Hofzeremoniells vertraut gemacht wurde. Sie war eine Konkubine der sechsten Stufe und gehörte somit dem niedrigsten Rang an. Beim Einzug in den Palast bekam sie den Namen Lan (Magnolie oder Orchidee). Vermutlich ist das eine Ableitung ihres Familiennamens Nala (auch Nalan geschrieben). Erst 1854 stieg Cixi, vermutlich mit der Hilfe von Kaiserin Zhen (später Kaiserin Ci’an), von der sechsten in die fünfte Stufe auf und erhielt den Hofnamen Konkubine Yi (懿; tugendhaft, züchtig).

### Leben im Harem

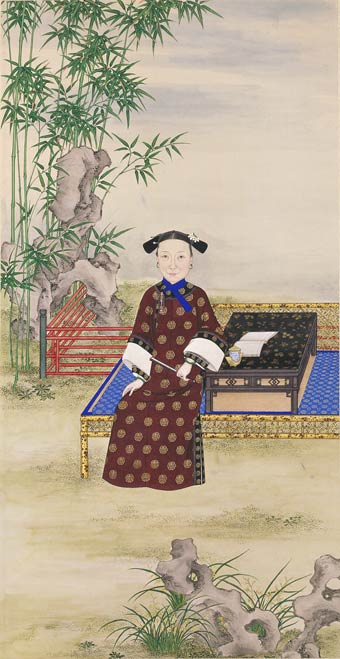
Cixi als Nebenfrau

Der Umgang des Kaisers mit seiner Kaiserin und seinen Konkubinen der verschiedenen Ränge unterlag einer Reihe traditioneller Regeln. Diese sollten sicherstellen, dass der Kaiser regelmäßig mit einer großen Anzahl der Haremsfrauen Geschlechtsverkehr hatte und einmal im Monat mit der Kaiserin verkehrte. Jede sexuelle Begegnung zwischen dem Kaiser und einer der Haremsangehörigen wurde in Listen notiert. In der Regel notierte der Kaiser seine Partnerin für die Nacht auf einer Bambustafel, welche ihm vom Obereunuchen beim Abendessen gereicht wurde. Sie wurde, in Seide gehüllt, von einem Eunuchen zum Kaiser getragen und kehrte nach dem Geschlechtsverkehr wieder in den Harem zurück, es war ihr nicht erlaubt, beim Kaiser zu übernachten. Die konfuzianischen Regeln schrieben auch vor, dass der Kaiser mindestens 27 Monate nach dem Tod seines 1850 verstorbenen Vaters Daoguang sexuell enthaltsam zu sein hatte und seinem Harem keine neuen Frauen zugeführt werden durften. Wäre er nämlich vor Ende der dreijährigen Trauerzeit selbst Vater geworden, wäre dies als Mangel an kindlicher Pietät gegenüber seinem Vater gewertet worden und hätte seine Eignung als Kaiser in Frage gestellt. Erst ab Mitte 1852 konnte Kaiser Xianfeng daher wieder sexuellen Umgang mit seinen Frauen pflegen.
Jede Konkubine hatte eine ihrem Rang entsprechende Wohnung, der Kaiserin stand ein eigener Palast zu. Im Harem galten strenge Regeln, z. B. wurde vorgeschrieben, welche Gegenstände sich in den Zimmern der Konkubinen befinden, welche Kleider sie tragen und welches Essen sie essen sollten. Da Cixi zur rangniedrigsten Gruppe (Stufe sechs bis acht) gehörte, hatte sie nur Anrecht auf 3 kg Fleisch am Tag für sich und ihre Dienerinnen bzw. Eunuchen. Eine Kaiserin hingegen konnte für ihren Hofstaat 13 kg Fleisch, eine Ente, ein Huhn, 12 Krüge Wasser, 10 Päckchen Tee, unterschiedliche Gemüse- und Getreidesorten und die Milch von 25 Kühen in Anspruch nehmen.
Während der Harem tatsächlich erst 1853 (oder schon 1852) erweitert wurde, erhob Kaiser Xianfeng für seine kurz vor Daoguang verstorbene Kaiserin Xiaodexian (1831–1850) am 24. Juli 1852 seine Konkubine Zhen (貞嬪, „Reinheit“, die spätere Kaiserinwitwe Ci’an) zur Kaiserin. Sie wird erstmals 1851 als Konkubine 4. Rangs erwähnt. Sie war offenbar unscheinbar und kränklich, weswegen man sie »zerbrechlicher Phönix« nannte (der Phoenixvogel Fenghuang war das Symbol der Kaiserin). Zhen hatte als Kaiserin die wichtige Aufgabe, den Harem zu leiten; da unter ihr keine größeren Auseinandersetzungen und Konflikte bekannt wurden, scheint ihr das gut gelungen zu sein. Anfangs deutete nichts darauf hin, dass Cixi vom Kaiser als Konkubine bevorzugt wurde und zwei Jahre lang zeigte er kein sexuelles Interesse an ihr.
Dass sie sich schon früh für Staatsangelegenheiten interessierte, soll folgende Anekdote zeigen: Als ihr Vater während des Taiping-Aufstands im Sommer 1853 erkrankte und kurz darauf starb, war sie tief berührt und entschied sich dafür, dem Kaiser Vorschläge für eine angemessene Reaktion auf die Unruhen zu unterbreiten. Der Kaiser verbat sich diese Einmischung und soll aus Besorgnis, dass sie sich nach seinem Tod zu sehr in die Politik einmischen könnte, verfügt haben, dass die Konkubine in diesem Fall beseitigt werden sollte. Der Erlass wurde später angeblich von der ehemaligen Kaiserin Zhen in Beisein von Cixi verbrannt.
Li Fei wurde recht bald schwanger und gebar ein Mädchen, was keinerlei Einfluss auf die dynastische Thronfolge hatte. Von dem Zeitpunkt, an dem die Schwangerschaft festgestellt wurde, bis 100 Tage nach der Geburt hatte der Kaiser sexuelle Enthaltsamkeit gegenüber der Schwangeren zu üben. In dieser Zeit wandte er sich anderen Haremsdamen zu und hatte unter anderem auch Umgang mit der mittlerweile zwanzigjährigen Cixi, die seine neue Favoritin wurde. Diese Rolle hatte sie inne, bis im Spätsommer 1855 sichtbar wurde, dass sie schwanger war; ab dann hatte der Kaiser ihr gegenüber enthaltsam zu sein.

### Rolle als Mutter
Cixi brachte am 27. April 1856 im Neuen Sommerpalast ihren Sohn Zaichun, den späteren Kaiser Tongzhi, zur Welt. Er sollte der einzige überlebende Sohn des Kaisers bleiben. 1859 gebar die Favoritin Li Fei zwar einen weiteren Sohn, der aber bereits kurze Zeit später starb.
Den Rang einer offiziellen Mutter hatte nicht Cixi, sondern die Kaiserin Ci’an (Zhen) inne. Cixi war auch nicht in die Erziehung des Kindes involviert, das von Ammen gestillt wurde und um das sich Eunuchen kümmerten. Kontakte zwischen der leiblichen Mutter und ihrem Sohn gab es nur bei offiziellen Anlässen. Cixi äußerte sich später, dass dies häufig zu Auseinandersetzungen mit der Kaiserin führte. Mit der Geburt änderte sich allerdings der Rang von Cixi innerhalb der Palasthierarchie. Genau wie Li Fei nach der Geburt ihrer Tochter wurde auch Cixi in den Rang einer Nebenfrau ersten Ranges befördert und war damit nur noch der Kaiserin Ci’an (Zhen) nachgeordnet. Der Titel, den sie mit ihrer Erhöhung erhielt, lautete Yi Guifei (懿貴妃) oder „Edle Kaiserliche Gemahlin Yi“, entsprechend auch Li Guifei.
Der Aufstieg innerhalb der Palasthierarchie bedeutete für Cixi auch, großzügigere Gemächer beziehen zu dürfen. Dort verbrachte Cixi ihre Zeit damit, zu sticken, mit Pekinesen zu spielen, traditionelle chinesische Malerei zu praktizieren oder Gelehrten der Hanlin-Akademie zuzuhören, die den Haremsangehörigen als Hauslehrer zur Verfügung standen. Erhalten gebliebene Aquarelle belegen, dass Cixi eine begabte Amateurmalerin war. Inwieweit Cixi sich auch mit den aktuellen Ereignissen beschäftigte, ist unbekannt.

### Die Flucht nach Jehol

Kaiserin Ci’an

China durchlitt zu jener Zeit eine Reihe von Konflikten mit westlichen Mächten. Insbesondere Großbritannien, das 1858 siegreich aus dem Indischen Aufstand hervorgegangen war, betrieb eine aggressive Kanonenbootpolitik, um seine kommerziellen Interessen in China durchzusetzen: Die Erträge aus dem in Bengalen angebauten Opium, das in China verkauft wurde, waren notwendig, um zum einen die britische Herrschaft in Indien und zum anderen die Importe von Tee und Porzellan zu finanzieren. Dies führte letztlich zum Zweiten Opiumkrieg. Mit dem Vertrag von Tianjin aus dem Jahre 1858 erzwangen Großbritannien, Frankreich, Russland und die USA
- die Öffnung weiterer Vertragshäfen sowie,
- dass die westlichen Mächte Opium in China verkaufen konnten,
- dass Ausländer ins Innere des Reiches reisen und
- dass protestantische und katholische Geistliche im Landesinneren missionieren durften.

Aus nichtigem Anlass griffen die westlichen Alliierten China 1860 erneut an. Dabei erlitten sie vor der Festung Taku zunächst eine Niederlage, worauf England und Frankreich im Sommer 1860 eine zweite Strafexpedition nach China unter Führung von Lord Elgin entsandten. Diese eroberte die Festung Taku, drang bis nach Peking vor, besiegte in der Schlacht von Palikao ein mongolisches Heer, das die Hauptstadt schützen sollte. Um den Tod etlicher Mitglieder einer Verhandlungsdelegation zu vergelten, erlaubte er den alliierten Truppen, den im Nordwesten von Peking gelegenen Alten Sommerpalast zu plündern und ließ ihn niederbrennen.
Der kaiserliche Hofstaat hatte nach der Niederlage des mongolischen Heeres vor den Toren Pekings überstürzt den Sommerpalast verlassen und war zu dem jenseits der Chinesischen Mauer gelegenen Palast von Jehol geflohen. Zu den Fliehenden zählten der Kaiser und die Kaiserin Ci’an, Cixi, ihr mittlerweile vier Jahre alter Sohn, Li Fei, die Prinzen Yi und Cheng, Sushun aus dem kaiserlichen Aisin-Gioro-Klan, aber mit dem Kaiser nicht verwandt, weitere Hofbeamte sowie insgesamt 6000 Eunuchen. In Peking blieben einige Mitglieder des Großen Rates zurück, darunter Xianfengs Halbbruder Prinz Gong, der mit den westlichen Alliierten über deren Abzug verhandeln sollte.
Durch den Vertrag von Tianjin 1858 wurde China gezwungen, Botschafter westlicher Staaten in Peking zuzulassen und ihnen Audienz zu gewähren sowie ein Außenministerium zu schaffen, das Zongli Yamen. Die Fremdmächte eröffneten ab 1860 Vertretungen in Peking. China richtete am 21. Januar 1877 in London eine erste Botschaft in Europa ein, noch im selben Jahr im Deutschen Reich und Japan, 1878 in Russland und den USA, 1895 dann in Frankreich, 1902 schließlich in Italien, Österreich, Belgien und den Niederlanden.

### Die kaiserliche Nachfolge

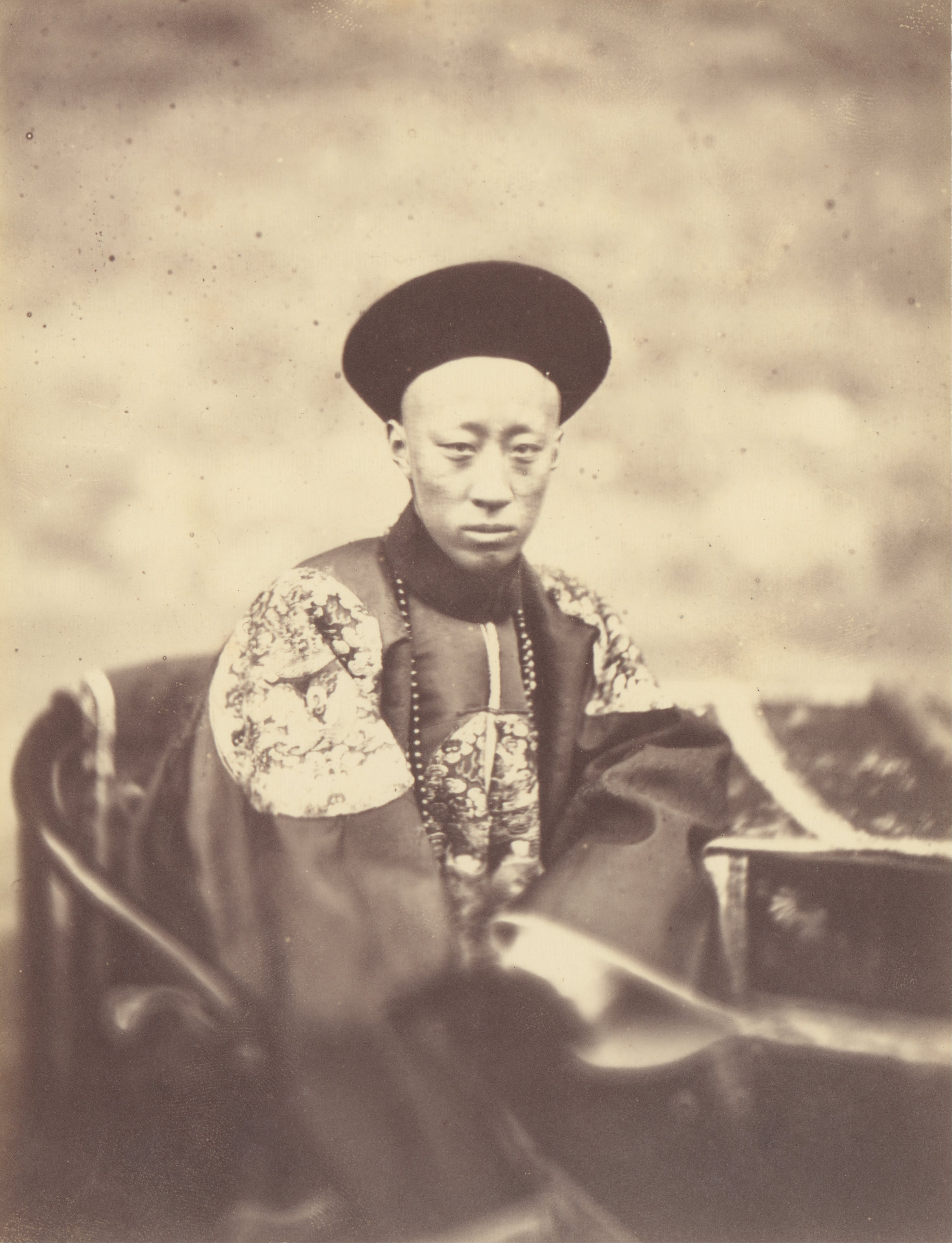
Prinz Gong, langjähriger Vertrauter der Kaiserinwitwe

Was in Jehol tatsächlich geschah, darüber gibt es kaum belastbare Zeugnisse. Sicher ist, dass Kaiser Xianfeng ernstlich erkrankte und vielleicht suchte er auch Ablenkung in Trinkgelagen und sexuellen Ausschweifungen. Folge dessen war ein zunehmender geistiger und körperlicher Verfall, der den Kaiser veranlasste, mündlich Anweisungen hinsichtlich seiner Nachfolge zu erteilen. Zunächst ernannte er wohl noch zu seiner eigenen Unterstützung einen Kronrat von acht Männern um den Mandschu-Beamten Sushun sowie dessen Bruder Prinz Duanhua und Prinz Zaiyuan. Nur letzterer war weitläufig mit dem Kaiser verwandt, nähere Verwandte des Kaisers blieben unberücksichtigt, sie waren großenteils in Peking verblieben. Um Streitigkeiten über die Thronfolge zu vermeiden, wurde es unter den Qing üblich, dass der Kaiser den Namen seines Nachfolgers auf einen Zettel schrieb, der in einem stets verschlossenen und versiegelten Kästchen aufbewahrt wurde. Dazu war Xianfeng wahrscheinlich nicht mehr in der Lage gewesen. Zum Thronerben bestimmte er schließlich vor etlichen Zeugen – angeblich mit seinem letzten Atemzug – seinen einzigen, fünfjährigen Sohn Zaichun, nachdem Cixi es in einer dramatischen Szene gelungen sei, mit ihrem Kind zum Totenbett des Kaisers vorzudringen; zu Zaichun gab es aber praktisch keine Alternative. Die Mitglieder des Thronrats sahen es offenbar als selbstverständlich an, dass sie weiterhin zu Beratern und auch Regenten für den neuen Kaiser berufen waren. Einen minderjährigen Thronfolger gab es zweimal zu Beginn der Qing-Dynastie, die formell 1644 durch den erst sechsjährigen Shunzhi begründet wurde. Vormünder waren dessen Onkel Dorgon und Dsirgalang. Shunzhi starb bereits mit 23 Jahren; in einem wahrscheinlich gefälschten Testament wurde sein sechsjähriger Sohn Kangxi zum Nachfolger und ein vierköpfiger Kronrat zu Regenten bestimmt. Diese Regelung erfolgte wahrscheinlich im Einvernehmen mit der Kaiseringroßwitwe Zhaosheng (der Mutter von Shunzhi, posthum Kaiserin Xiaozhuangwen), die allerdings keine politischen Ambitionen hatte. In früheren Dynastien, vor allem während der Han, haben vielfach die Mütter eines minderjährigen Kaisers die Regentschaft übernommen, nicht selten zu zweit, nämlich die vormalige Kaiserin als die offizielle Mutter aller Kinder des Kaisers und die leibliche Mutter des Thronfolgers (siehe Kaiserinwitwe). So geschah es nach Xianfengs Ableben: Zhen als ehemalige Kaiserin und Yi als leibliche Mutter des Thronfolgers wurden zu Kaiserinwitwen, mit dem Titel erhielten nun traditionell einen zweisilbigen Namen: Ci’an bzw. Cixi; für den neuen Kaiser sollte die Regierungsdevise Qixiang (祺祥, deutsch etwa Erfolg und Glück) lauten, die erst im nächsten Jahr 1862 gelten würde. Außerdem erhielten die Kaiserinwitwen – ebenfalls traditionell – je ein Siegel, mit dem die Erlasse des minderjährigen Kaisers beglaubigt werden mussten. Nach konfuzianischem Verständnis waren die Kaiserwitwen die Hüter des kindlichen Kaisers, die Bewahrerinnen des kaiserlichen Siegels und die Verwalterinnen des Staates, die an den Kaiser gerichteten Denkschriften der Mandarine aus dem ganzen Reich wurden an diese beiden adressiert. Mit ihren Schreiben machten Militärs und Zivilbeamte ihre Anerkennung der Autorität der beiden Witwen offensichtlich. Einige von ihnen forderten wohl explizit, dass die Kaiserinwitwen die Regentschaft übernehmen sollten. Wahrscheinlich hatten sie aber bereits ein Dekret abgesiegelt, in dem sie nach der Tradition der Qing-Dynastie auf die Regentschaft verzichteten.

### Der Staatsstreich des Xinyou-Jahres 1861
Die von Xianfeng getroffene Regelung der Nachfolge bedeutete eine Gefahr für die zum großen Teil in Peking zurückgebliebenen näheren Verwandten des Kaisers, insbesondere für seine Halbbrüder, die Prinzen Chun und Gong (früher oft: Kung). Letzterer hatte die für China demütigenden Bedingungen für den Abzug der Alliierten Europäer verhandelt. Es bestand die Möglichkeit, dass der Kronrat dies zum Vorwand nehmen könnte, ihn zu verbannen oder gar zum Tod zu verurteilen bzw. zum Selbstmord zu zwingen. So eilte er, so bald er konnte, nach Jehol, Chun folgte etwas später nach. Es gelang Prinz Gong, die beiden Kaiserinwitwen dazu zu gewinnen, Sushun und den Kronrat zu stürzen. Eine Gelegenheit dazu ergab sich durch die Rückkehr des Hofes in die Verbotene Stadt Ende Oktober und Anfang November 1861 (das Xinyou-Jahr im Sechzig-Jahre-Zyklus des Chinesischen Kalenders). Der Tradition entsprechend musste der junge Kaiser vor dem Leichenzug in Peking eintreffen. Dies machte es notwendig, dass der Hofstaat in zwei getrennten Prozessionen nach Peking zurückkehrte, und schuf damit die Voraussetzung dafür, dass die Kaiserinwitwen und der kindliche Kaiser sich der unmittelbaren Kontrolle durch Sushun entziehen konnten. Während Sushun und fünf weitere Mitglieder des Regentschaftsrates den Sarg des verstorbenen Kaisers in der traditionellen Trauerprozession nach Peking begleiteten, kehrten Cixi und Ci’an sowie zwei Mitglieder des Regentschaftsrates vor der Prozession gemeinsam mit dem jungen Kaiser nach Peking zurück. Ihre Militäreskorte wurde von einem Prinz Gong ergebenen General geleitet, der diesen Teil des Hofstaates schützte und sicherstellte, dass er drei Tage vor Sushun in Peking eintraf. Bereits am nächsten Tag siegelten die beiden Kaiserinwitwen ein Dekret im Namen des kindlichen Kaisers, das die Verhaftung der Mitglieder des Regentschaftsrates anordnete und das Dekret, mit dem der Regentschaftsrat seine Ernennung begründete, zur Fälschung erklärte, möglicherweise hatte Cixi die Siegelung verweigert. Eine dem Prinzen Gong ergebene Kavallerietruppe nahm die Regenten gefangen. Ihnen wurde vorgeworfen, Xianfeng gegen dessen Willen in Jehol festgehalten zu haben und somit mitschuldig an dessen Tod gewesen zu sein. Sushun wurde zunächst zum Tod durch hundert Schnitte verurteilt und dann zur Enthauptung begnadigt. Prinz Duanhua und Prinz Zaiyuan wurden zum Selbstmord gezwungen; den übrigen wurden ihre Ränge und Auszeichnungen abgesprochen, sie wurden an entlegene Orte des Reiches verbannt. Die Regierungsdevise wurde geändert zu Tongzhi (deutsch: Gemeinsame Herrschaft).

### Die Regentschaft für Tongzhi

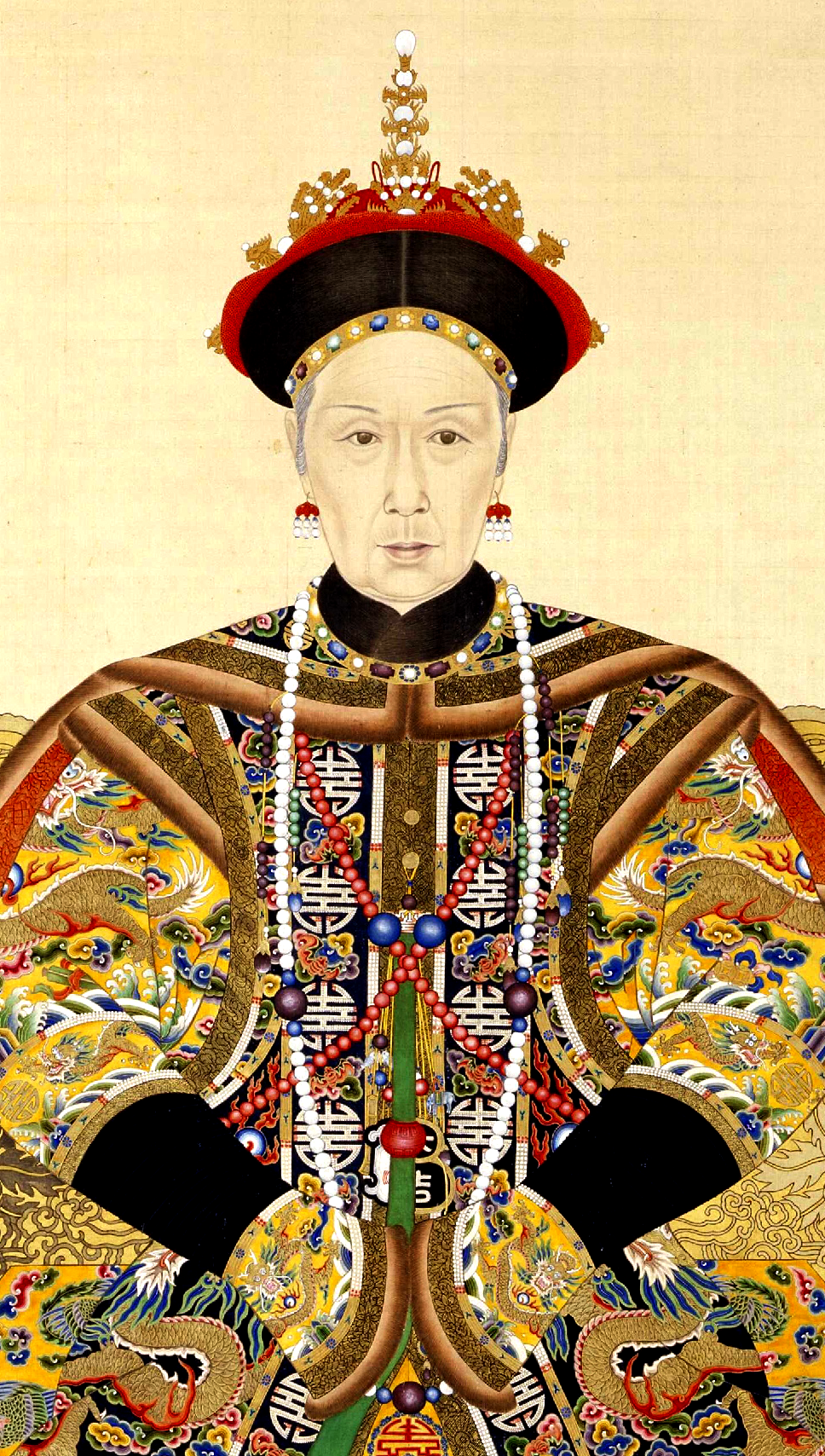
Hofporträt als Regentin

Die lange chinesische Geschichte weist nur relativ wenige Regentinnen auf. Zu den bekanntesten zählt die Han-Kaiserin Lü Zhi, die um 185 v. Chr. kaiserliche Edikte in eigenem Namen erließ sowie Kaiserin Wu Zetian (625–705), die während der Tang-Dynastie 45 Jahre lang teils hinter den Kulissen, teils direkt regiert hatte. Etliche Regentinnen gab es zur Zeit der Östlichen Han-Dynastie, als die Kaiser durch Alchemie und Elixiere Unsterblichkeit zu erlangen suchten und dabei starke Gifte zu sich nahmen, die sie häufig vorzeitig ableben ließen. Die Folge waren zahlreiche minderjährige Nachfolger, für die dann regelmäßig die Mütter die Regentschaft übernahmen, hier sind Zhangde, Deng Sui, Shunlie und Huansi zu nennen; sie wurden ihrerseits von Eunuchen oder ihren Familien dominiert. Die weiblichen Mitglieder eines kaiserlichen Harems erwarben entsprechend auch keinerlei Erfahrung, die sie auch nur annähernd darauf vorbereitet hätte, als Regentin zu agieren. Dies galt auch für Cixi und Ci’an. Cixi konnte wahrscheinlich passabel lesen, aber noch kaum schreiben und wurde wie Ci’an darin bis etwa 1866 unterrichtet. Cixi unterliefen auch danach beim Schreiben noch häufig Fehler, vor allem bei homonymen Worten, was sie erst nach und nach reduzieren konnte. Außerdem erhielten die Kaiserinwitwen Unterricht in Chinesischer Geschichte und in Staatskunde. Sie hatten außerdem nur wenig Kenntnisse über Ereignisse, die sich außerhalb des unmittelbaren Palastbereiches abspielten. Die eigentliche Macht lag zumindest anfangs bei Prinz Gong als Grauer Eminenz, der auch dem Großen Rat vorsaß. Ein Erlass von 1862 legt nahe, dass die Kaiserinwitwen nicht zwingend Gong und den Großen Rat in ihre Entscheidungen einbinden mussten. Des Weiteren gab es sechs bis sieben Audienzminister, an deren Spitze Gongs jüngerer Halbbruder Prinz Chun I. stand. Die Audienzminister hatten unmittelbaren Zugang zum jungen Kaiser und galten als diejenigen, die neben seinen Erziehern, allen voran dem Großtutor Weng Tonghe, den Kaiser am leichtesten beeinflussen konnten. Weil sich die Kaiserinwitwen gemäß der Hofetikette nicht öffentlich zeigen durften, wurde festgelegt, dass sie bei Audienzen hinter einem Vorhang oder einem Paravent Platz nahmen und ihre Entscheidungen von dort bekanntgaben.
Über das Verhältnis der beiden Kaiserinwitwen zueinander gibt es kaum belastbare Zeugnisse. Anscheinend überließ Ci’an es weitgehend Cixi, die politischen Entscheidungen zu treffen, während sie selbst die Herrschaft über den Frauenpalast und die Eunuchen ausübte sowie zumindest anfangs die Mehrzahl der Ehrungen und Auszeichnungen vornahm; dennoch bestand die ehemalige Kaiserin anscheinend bei zeremoniellen Anlässen auf ihrem Vorrang gegenüber Cixi. Für die Öffentlichkeit wurde sorgfältig das Bild kultiviert, dass die beiden Frauen respekt- und vertrauensvoll miteinander umgingen und zusammenarbeiteten; letztlich gibt es keinen Beweis für das Gegenteil. Dass Ci’an allein die Hinrichtung des von Cixi protegierten Eunuchen An Dehai angeordnet habe, nachdem dieser sich auf einem kaiserlichen Schiff öffentlich mit kaiserlichen Kleidern gezeigt hat, ist unwahrscheinlich, da jeder Erlass nur mit beiden Siegeln der Kaiserinwitwen gültig war und auch Cixi ein solches Verhalten keinesfalls hätte dulden können. Zu dieser Zeit lebten nur vergleichsweise wenige Frauen in der Verbotenen Stadt, schon gar bevor Tongzhi bzw. später Guangxu verheiratet wurden. Ci’an bewohnte fast die gesamte Zeit am Hof den Palast der Himmlischen Reinheit (englisch: Palace of the Gathered Essence) im (nord-)östlichen Teil der Palastanlage, sie wurde darum informell die Östliche Kaiserinwitwe genannt, Cixi entsprechend die Westliche Kaiserinwitwe.
Während Prinz Gong den Konflikt mit den europäischen Mächten und den USA durch die Pekinger Konvention 1861 beilegen konnte, wenn auch zu für China harten Bedingungen, dauerten die Aufstände, die zur Zeit der Regierung von Xianfeng entflammt waren, nach dessen Tod an. Zeng Guofan und dem aufstrebenden Li Hongzhang gelang es allerdings 1864, den gefährlichsten und blutigsten, nämlich den Taiping-Aufstand im Südosten des Kaiserreichs niederzuwerfen und 1868 den der Nian im Norden entscheidend zu schlagen, allerdings zu dem Preis, dass Li faktisch eine eigenständige starke Armee unter seinem Kommando aufbauen konnte. Überhaupt scheint dem Kaiserhof die Kontrolle über das Militär und die Beamtenschaft über alle Ebenen hinweg weiter entglitten zu sein. Li nutzte dieses Vakuum, um zu einer Art Militärunternehmer aufzusteigen. Er initiierte auch den Aufbau einer Marine.
Die vernichtenden Niederlagen Chinas in den beiden Opiumkriegen machten Reformen unumgänglich. Die Tongzhi-Restauration ab 1862 trägt zwar den Namen des Kaisers, wurde aber im Namen der Kaiserinwitwen ins Werk gesetzt. Inwieweit sie von ihnen bzw. von Cixi initiiert wurden, ist umstritten und letztlich kaum zu klären. Tatsächlich war diese Epoche janusköpfig. Am Kaiserhof und auf allen Ebenen der Beamtenschaft betonte man einerseits nach wie vor die Überlegenheit Chinas in weltanschaulichen und moralischen Dingen und forderte ein striktes Festhalten an den konfuzianischen Traditionen. Andererseits kam es, wenn auch zögerlich, im Rahmen der sogenannten Selbststärkungsbewegung zu ersten technischen, wirtschaftlichen und auch administrativen Neuerungen. Für die Armee wurden moderne westliche Gewehre gekauft, für die Marine erste Dampfschiffe. Vor allem für deren Bedarf entstanden einige wenige Industriebetriebe; hier ist insbesondere die von Li vorangetriebene Gründung der Werft Kiangnan Machine Manufacturer 1865 erwähnenswert, wo 1868 das erste in China gebaute Dampfschiff vom Stapel lief. Seit dem Ersten Opiumkrieg verkehrten Dampfschiffe an der Küste und auf den größeren Flüssen, allerdings betrieben von europäischen Gesellschaften; 1872 wurde die erste chinesische Dampfschiffgesellschaft gegründet. Fachschulen für westliche Sprachen, Naturwissenschaften und Technik wurden in Peking, Shanghai und Guangzhou gegründet, junge Chinesen zum Studium ins Ausland entsandt, der Zoll dem unbestechlichen und China immer loyalen Nordiren Robert Hart unterstellt, ein Außenministerium (Zongli Yamen) eingerichtet. Treibende Kraft war wohl der moderner westlicher Technologie aufgeschlossene Li, der wirtschaftlich am meisten profitierte. Während die erste Regentschaft der beiden Kaiserinwitwen im Westen allgemein als restaurative Epoche angesehen wird, gilt sie in China eher als Zeit des beginnenden Aufbruchs in die Moderne (中興/中兴, Zhōngxìng, deutsch etwa: Aufschwung [im Reich der] Mitte).
Die nächste wichtige Entscheidung, die traditionell vor allem die beiden Kaiserinwitwen zu treffen hatten, war die Auswahl der Kaiserin und der Konkubinen für Tongzhi im Herbst 1872, als der Kaiser 16 Jahre alt war, denn mit 17 Jahren sollte er zu Beginn des Jahres 1873 wie seinerzeit Kangxi die Alleinherrschaft übernehmen. Auch hier können allenfalls Vermutungen darüber angestellt werden, welche Gründe für die Auswahl eine Rolle spielten. Als Kaiserin wurde eine Frau aus dem Arute- (W.-G.: Alute-) Klan erwählt, deren Geburtsname wie gewöhnlich und deren Name als Kaiserin seltsamerweise nicht bekannt ist; sie erscheint in den englischsprachigen Publikationen in der Regel nur als Lady bzw. Empress Arute oder unter ihrem posthumen Ehrennamen Xiaozheyi. Ihre Mutter war eine Cousine von Ci’an. In der Literatur hält sich hartnäckig das Gerücht, dass es darüber zum Streit zwischen den Kaiserinwitwen gekommen sei, den Tongzhi dadurch entschieden habe, dass er selbst Arute zur Kaiserin bestimmt habe. Der junge Kaiser zeigte offenbar wenig Interesse und Begabung für die Politik. Statt seiner nahmen Berater und teilweise wohl auch noch die Kaiserinwitwen die Regierungsgeschäfte wahr. Sein Versuch, im Herbst 1874 die Prinzen Gong und Chun zu entlassen, wurde von den Kaiserinwitwen verhindert. Wenig später gab der Hof bekannt, der Kaiser sei an Pocken erkrankt. Die Kaiserinwitwen übernahmen wieder die Regentschaft. Im Januar 1875 starb Cixis Sohn. Er hatte keine Kinder gezeugt, hinterließ also keinen Erben, und die Kaiserin starb kaum drei Monate später unter ungeklärten Umständen.
Die Erbfolge war demzufolge erneut ungeregelt, da Tongzhi auch keinen Nachfolger bestimmt hatte. Da es keinen geeigneten Nachfolger aus der nachfolgenden Generation des Kaisers gab, der gemäß der Tradition die erforderliche Ahnenverehrung hätte ausführen können, entschied eine Versammlung von führenden Mitgliedern des Hofes und der kaiserlichen Familie unter Vorsitz der beiden Kaiserinwitwen, dass ein Cousin des verstorbenen Kaisers dessen Nachfolger werden sollte, der Sohn von Prinz Chun, der zugleich der Sohn einer Schwester, also ein Neffe von Cixi war. Damit wurde erneut ein Kind zum „Sohn des Himmels“, dessen Ära unter die Devise Guangxu (光緒, deutsch etwa: glorreiches Werk) gestellt wurde. Die Kaiserinwitwen blieben Regentinnen. Ci’an starb 1881, wahrscheinlich infolge eines Schlaganfalls.

### Erste Regentschaft für Guangxu

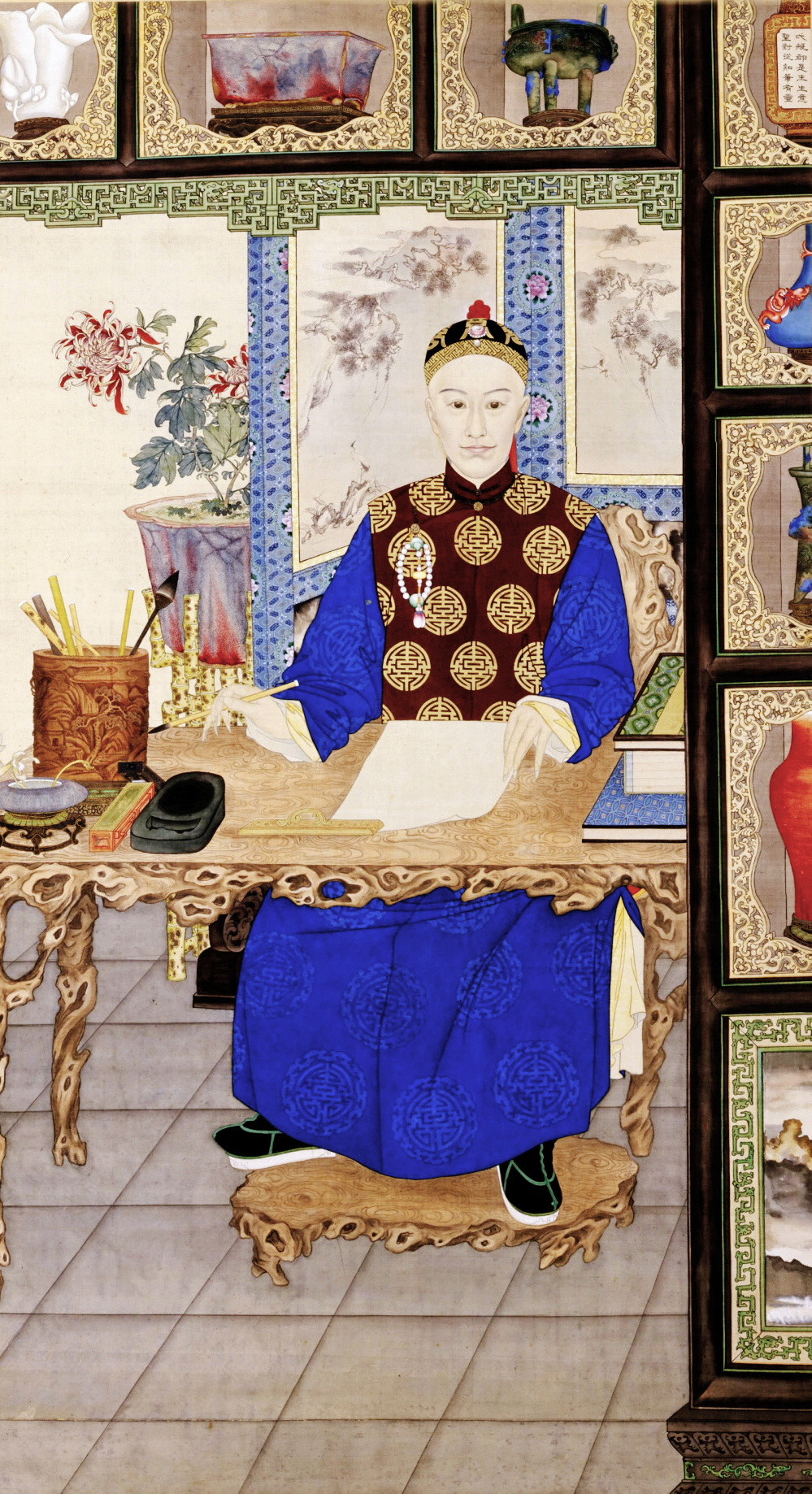
Cixis Neffe, Kaiser Guangxu

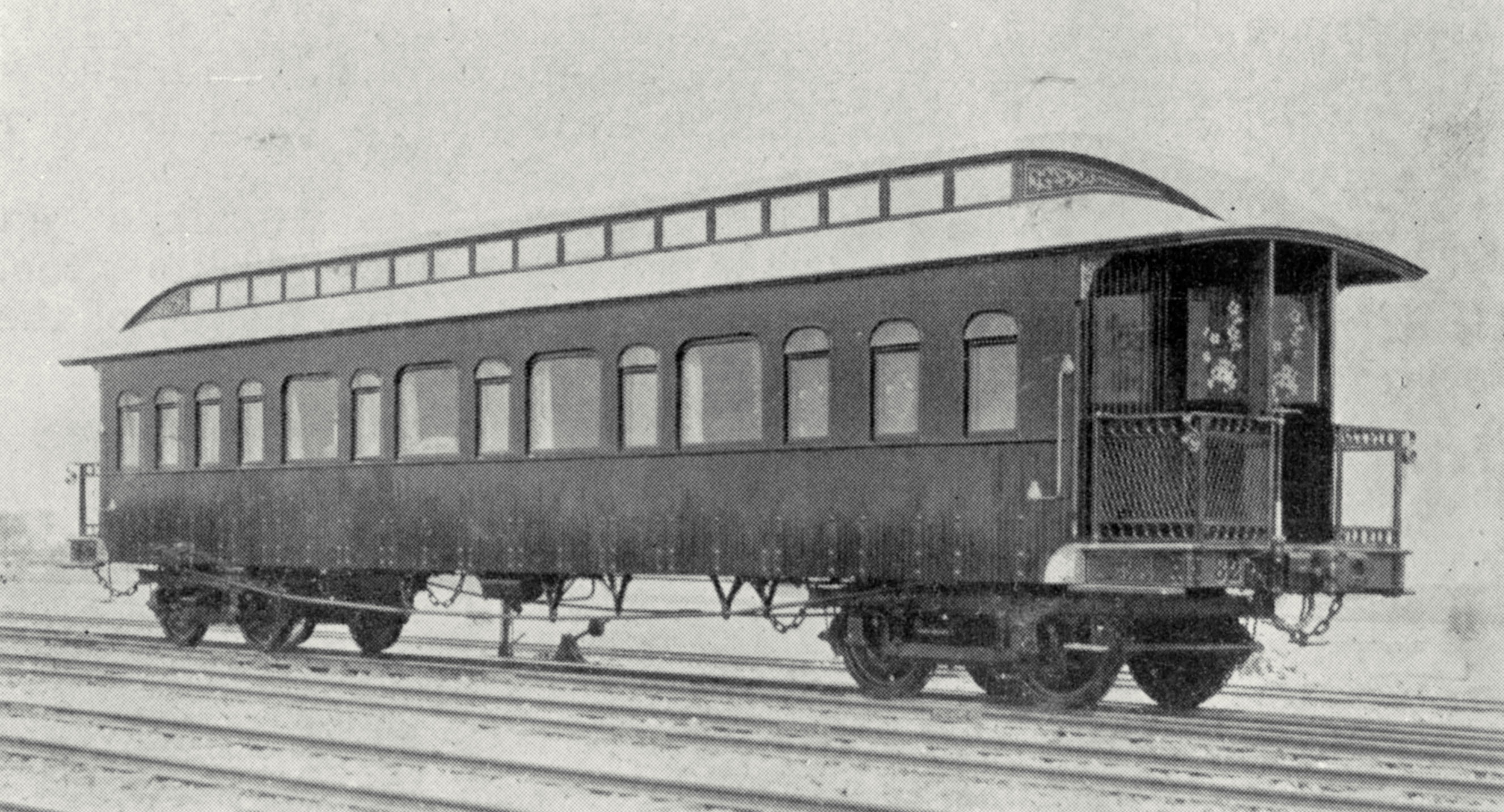
Salonwagen der Kaiserin-Witwe auf den Imperial Chinese Railways

Im letzten Viertel des 19. Jahrhunderts wurde offensichtlich, dass China trotz erster Reformen gegenüber dem Westen auf wirtschaftlichem, technologischem und militärischem Gebiet weiter in Rückstand geriet. Die Vertragshäfen waren ein Magnet für aufstrebende Chinesen aus dem ganzen Land, sie wuchsen explosionsartig, und in ihrer Nähe kam es zur Gründung von chinesischsprachigen Buch- und Zeitungsverlagen, oft aufbauend auf Verlagen, die zunächst der christlichen Mission dienten. Hier wuchs eine intellektuelle Elite heran, die nicht mehr allein vom Konfuzianismus geprägt war, sondern Wissenschaft, Technik und Kultur der westlichen Staaten kennen und schätzen gelernt hatte, bewundernd den Aufstieg Japans unter dem Meiji-Kaiser verfolgte und die noch viel energischere und weiter reichende Reformen forderte. Andererseits lehnten nicht nur die meisten Mitglieder des Kaiserhofs, sondern auch die Gelehrtenbeamten im ganzen Land und weite Teile der Bevölkerung Reformen ab, zumindest soweit sie nicht für die Schlagkraft des Militärs unumgänglich waren. Die weit verbreitete Opium- und auch Alkoholsucht tat ein Übriges, um tatkräftige Initiative im Keim zu ersticken, ebenso der Konfuzianismus mit seiner Ehrfurcht vor den Ahnen und dem Althergebrachten. Darüber hinaus störten nach konfuzianischen Vorstellungen Eisenbahnen und Telegraphenleitungen die Ruhe der Ahnen, und sie drohten wie auch die Dampfschiffe, viele Arbeitskräfte im lukrativen Transportgewerbe überflüssig zu machen. Die erste Regentschaft für Guangxu bedeutete innenpolitisch eine Zeit des Stillstandes, allerdings auch der Ruhe, da es zu dieser Zeit nur vereinzelt in Grenzgebieten zu weiteren Aufständen und Revolten kam.
Außenpolitisch hatte das Reich einen weiteren Rückschlag zu verkraften. Im Chinesisch-Französischen Krieg von 1884/85 verlor es die Oberherrschaft über Vietnam, das mit dem heutigen Gebiet von Laos und Kambodscha Französisch-Indochina einverleibt wurde. Besonders schmerzlich war hierbei die Niederlage in der Seeschlacht von Fuzhou am 23. August 1884, in der neun von elf Dampfschiffen der chinesischen Nanyang-Flotte versenkt oder schwer beschädigt wurden, unter anderem durch den Einsatz von Torpedobooten. Am folgenden Tag beschädigten die französischen Schiffe die Marinereparaturwerft von Fuzhou. Trotz einiger späterer Erfolge beendeten China und Frankreich den Krieg in einer Pattsituation, die die französische Stellung festschrieb. Der eigentliche Gewinner des Krieges war Japan, das nach dem Gapsin-Putsch die Gelegenheit nutzte und von China im Vertrag von Tientsin zur gleichberechtigten Schutzmacht über Korea anerkannt wurde. Außerdem wurde 1886 Burma Teil von Britisch-Indien.
Während dieser Krise wurde Prinz Gong entmachtet, indem er als Vorsitzender des Großen Rats abgesetzt wurde, weil er nach dem Zeugnis von Weng Tonghe angeblich die Zeremonien zu Cixis 50. Geburtstag (nach europäischer Rechnung: dem 49.) für wichtiger erachtete als die Lösung der Konflikte mit Frankreich, Japan und den anderen Mächten. Nach Seagrave fiel er einer Palastintrige ultrakonservativer Mandschu-Adliger zum Opfer, während Warner glaubt, er sei der stolzen Cixi gegenüber nicht ehrerbietig genug gewesen. Währenddessen ergingen strikte Anweisungen des Hofes an Li Hongzhang, den Krieg mit Frankreich zu beenden, selbstverständlich im Namen von Cixi, aber es gibt keine Zeugnisse dafür, ob sie das selbst und allein entschieden hat bzw. inwieweit sie Empfehlungen des Großen Rats (dem nun Prinz Chun vorstand), des Zongli Yamen oder anderweitiger Berater wie den Großtutoren folgte. Die verschiedenen Mutmaßungen zeigen lediglich, dass im Westen über die Entscheidungsprozesse am Hof zu dieser Zeit ist fast nichts bekannt ist, er blieb eine Welt für sich, es gab dort kaum wirkliche administrative und militärische Expertise, weshalb der Einfluss auf den Gang der Ereignisse im Inneren wie gegenüber den Bedrohungen durch fremde Mächte letztlich gering war. Li Hongzhang, der zwar loyal, aber bekanntermaßen auch bestechlich war, setzte im Vertrag mit Frankreich schließlich nur die Mindestforderungen des Kaiserhofes durch, mit dem er allerdings bereits telegraphisch kommunizieren konnte. Er verdankte wie Zeng Guofan seinen Aufstieg seiner eigenen Initiative, dem Aufbau seiner quasi-privaten Streitkräfte, der von ihm mitfinanzierten Marine und hielt sich nur selten in der Verbotenen Stadt auf. Andererseits scheint es Cixi inzwischen gelungen zu sein, sich von Prinz Gong wie auch Prinz Chun zu emanzipieren und deren Einfluss nach und nach zurückzudrängen. Chun war ohnehin in einer heiklen Situation, seitdem sein Sohn von den Kaiserinwitwen (und posthum von Tongzhi) adoptiert und zum Kaiser erklärt worden war. Er soll darüber hochgradig bestürzt gewesen sein.

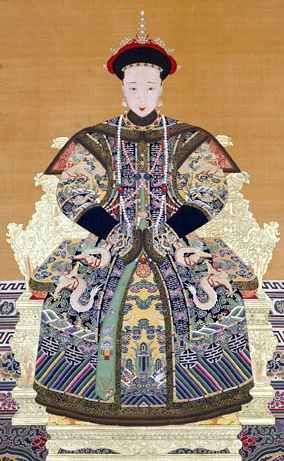
Posthumes Porträt der Kaiserin Jingfen

Im 1888 erwählte Cixi die Tochter eines ihrer Brüder, somit eine ihrer Nichten zur Kaiserin für Guangxu, genannt Kaiserin Jingfen (靜芬皇后, Jìngfēn huánghòu, 1868–1913). Guangxu war bereits 17 Jahre, also ein Jahr älter als Kangxi und Tongzhi bei ihrer Heirat, Jingfen war zweieinhalb Jahre älter als er. Außerdem erhielt der Kaiser lediglich zwei weitere Gemahlinnen (fei), d. h. Konkubinen 3. Ranges, die Schwestern Jin Fei (1873–1924) und Zhen Fei (Pearl Concubine, 1876–1900). Die Heirat und damit der feierliche Einzug der Kaiserin in die Verbotene Stadt wurde für den 26. Februar 1889 angesetzt. Eine starke Zuneigung empfand Guangxu zu Zhen, er hatte aber keinen sexuellen Verkehr mit einer der Frauen, wahrscheinlich war er impotent. Zhen wurde bei der Flucht des Hofes vor den westlichen alliierten Truppen infolge des Boxeraufstands von Eunuchen wohl auf Anordnung von Cixi ermordet. Jingfen sollte als Kaiserinwitwe Longyu Cixi 1908 beerben und am 12. Februar 1912 die Abdankung der Qing-Dynastie verkünden. Nach ihrem Tod 1913 wurde sie als Kaiserin Xiaodingjing geehrt. Mit oder kurz nach Guangxus Hochzeit überließ Cixi ihm die Herrschaft und zog sich in den Neuen Sommerpalast zurück. Nach der Plünderung und teilweisen Zerstörung durch die Franzosen und Engländer 1860 hatte Tongzhi bereits 1874 begonnen, diesen wieder herrichten zu lassen, sei es als Witwensitz für seine Mutter oder für sich selbst. Mitte der 1880er Jahre wurden die Arbeiten daran fortgesetzt, auch noch nach Cixis Umzug dorthin im Sommer 1891 bis Mitte der 1890er Jahre. Dass dafür in größerem Maße Gelder, die für die Marine bestimmt waren, zweckentfremdet wurden, wie häufig behauptet wurde, zweifelt Chang an.  Es ist umstritten, ob bzw. inwieweit die Kaiserinwitwe weiterhin Einfluss auf die Politik nahm. In seinem Tagebuch notierte Weng: „Einfache Fälle werden von Seiner Majestät [Guangxu] selbst entschieden, kompliziertere im Einvernehmen mit dem Großen Rat, bei schwierigen Probleme ersuchten [der Kaiser und der Große Rat] die Kaiserinwitwe um ihr Urteil.“

### Selbstherrschaft des Guangxu-Kaisers
Der Sieg Japans über China im Krieg von 1894/95 beendete die Vorherrschaft Chinas in Ostasien. China verlor seine gesamte, teilweise auch von Li selbst finanzierte und unter seinem Oberkommando stehende Beiyang-Flotte in den Seeschlachten von Pungdo und Yalu sowie durch die Kapitulation vor Weihaiwei, das die japanischen Streitkräfte von See und Land her einschließen konnten; die modernsten erbeuteten Schiffe gliederte Japan in seine Flotte ein. Die Ursachen für die desaströse Niederlage waren dieselben wie zehn Jahre zuvor: ein mit der modernen Kriegsführung völlig überfordertes Kommando der Streitkräfte zu Wasser und zu Lande, kaum trainierte Mannschaften, mangelnde Ausrüstung und Wartung. In der Verbotenen Stadt hatte man, d. h. der Kaiser, der Große Rat, der Großtutor Weng und auch die wahrscheinlich um ihre Einschätzung gebetene Cixi, offenbar wieder keine strategischen Konzepte, sie wurden möglicherweise von Li auch nur unzureichend über die Lage an den Kriegsschauplätzen informiert. Als die japanische Armee nach dem Fall von Weihaiwei drohte, gegen Peking zu marschieren, sah man sich dort gezwungen, den Vertrag von Shimonoseki zu ratifizieren. Durch diesen wurde Korea unabhängig, de facto ein japanischer Marionettenstaat, und die Insel Taiwan mit den Pescadores eine Kolonie des Meiji-Reichs. Hinzu kam eine enorme Reparation von 230 Millionen Silber-Tael, was mehr als den zweifachen Jahreseinnahmen des Kaiserreichs entsprach (zum Vergleich: der Vertrag von Tientsin, der den zweiten Opiumkrieg beendete, sah Reparationen von 8 Millionen Tael vor). Die Abtretung der Halbinsel Liaodong verhinderten europäische Mächte, sicherten sich in der Folge aber weitere Pachtgebiete: Das Deutsche Reich Qingdao (früher: Tsingtau oder Tsingtao), Russland Port Arthur, England Weihai, Frankreich Guangzhouwan. Darüber hinaus wurde das Jangtse-Tal von England als „Interessensphäre“ beansprucht, Teile Südchinas von Frankreich sowie die Mandschurei von Russland und Japan. Außerdem setzten die Westmächte weitere Rechte wie den Abbau von Bodenschätzen sowie den Bau von Eisenbahnen und Industrie-Anlagen für sich durch: die Vertragshäfen und ihr Umland wurden mehr und mehr zu Kolonien. Allerdings unterstützten die Westmächte die Qing-Dynastie so weit, dass Japan nicht zur unumschränkten Vormacht in Ostasien aufsteigen konnte.
Li hatte als Oberkommandeur wieder zumindest glücklos agiert, er wurde für die Niederlage verantwortlich gemacht und von seinen militärischen Aufgaben entbunden. Als Diplomat scheint er aber für den Kaiserhof weiterhin unentbehrlich gewesen zu sein und wurde 1896 auf eine diplomatische Weltreise geschickt. Während dieser besuchte er Frankreich, Deutschland, die Niederlande, Belgien, Großbritannien sowie die USA. Darüber hinaus verhandelte er 1898 als kaiserlicher Bevollmächtigter den Lüda-Pachtvertrag mit der russischen Regierung und reiste zur Unterzeichnung des Zusatzprotokolls ins Russische Reich. Das Zusatzabkommen ermöglichte dem Zarenreich unter anderem den Anschluss von Port Arthur auf Liaodong an die Transsibirischen Eisenbahn. Dabei erhielt er vom russischen Finanzminister Witte ein Bestechungsgeld von drei Millionen Goldrubel im Gegenzug für die Konzession zur Durchquerung der Mandschurei mit der Chinesischen Osteisenbahn, einem vor Fertigstellung der Amur-Bahn sehr wichtigen Teilabschnitt der Transsib.
Die Niederlage gegen Japan hat der Qing-Dynastie wie auch der entstehenden national gesinnten Öffentlichkeit vor Augen geführt, dass die Anstrengungen der Selbststärkungsbewegung keineswegs ausreichten, um China einen angemessenen Platz unter den Mächten zu verschaffen. Die kaiserliche Marine hatte zwar durchaus moderne Schiffe, aber die allein ermöglichten keine moderne Seekriegsführung. Am Kaiserhof fehlte es an militärischer und verwaltungstechnischer Expertise, es gab kein wirkliches Oberkommando für Armee und Marine, kein ausreichendes Eisenbahnnetz, das es ermöglicht hätte, Truppen in gefährdete Gebiete zu verlagern, es gab aber auch keine Verfassung für eine Konstitutionelle Monarchie, wie es sie Japan seit 1889/90 hatte, um die Rechte und Pflichten des Kaisers und seiner Administration einerseits und der Untertanen andererseits klar und transparent festzulegen; sie hätte auch den vielen nach Nord- und Südamerika ausgewanderten Chinesen einen gewissen Schutz bieten können. Die Niederlage gegen den Inselstaat ließ auch den Nationalismus der Han-Chinesen erstarken, der sich nicht nur gegen die anmaßend auftretenden Westler an der Küste und deren die Traditionen missachtenden Missionare im Landesinneren richtete, sondern vermehrt auch gegen die Fremdherrschaft der Mandschu auf dem Drachenthron.
Als der Kaiserhof in den Vertrag von Shimonoseki einwilligte, fand in der Verbotenen Stadt gerade das Palastexamen der kaiserlichen Beamten statt, wobei die Prüflinge teilweise gegen die Annahme protestierten. Manche Kaiser gewährten erfolgreichen Kandidaten eine Audienz, möglicherweise auch Guangxu. 1898 standen erneut die Palastprüfungen an, und es gelang Kang Youwei (1858–1927), einem Schüler von Weng Tonghe, und Kangs Schüler und Mitstreiter Liang Qichao (1873–1929), dem Kaiser Denkschriften vorzulegen und wohl auch eine Audienz zu erhalten. Auch hier sind die näheren Umstände unklar, und sie werden in den verschiedenen Biographien zu Cixi widersprüchlich geschildert. Jedenfalls ließ sich Guangxu zu einem umfangreichen Reformpaket, der sog. Hundert-Tage-Reform, überzeugen. Mit dem am 11. Juni 1898 ausgerufenen Dekret kündigte er einen Abbau des Beamtenapparats, eine Modernisierung des Prüfungswesens und der militärischen Ausbildung, eine Stärkung des Petitionsrechts und den Ausbau und die Verbesserung des Bildungswesens an. Auch sollte den mandschurischen Bevölkerungsteilen der ihnen traditionell verwehrte Weg zu bürgerlichen Berufen, etwa im Handelsbereich, geöffnet werden. Die Reformen trafen auf den erbitterten Widerstand der konservativen Kreise am Hof, also fast aller. Sie störten sich nicht nur an den Reformen selbst, sondern auch daran, dass westliches Denken den Kaiser zu diesen Maßnahmen veranlasst hatte, und sie befürchteten, dass sie darauf hinausliefen, China unter die Kontrolle fremder Mächte zu bringen. Am Morgen des 22. September 1898 erging ein von Cixi gesiegeltes Dekret, dass der Kaiser schwerkrank und die Kaiserinwitwe gedrängt worden sei, erneut die Regentschaft für ihn zu übernehmen; Guangxu wurde unter Hausarrest gestellt. Späteren Berichten von Katharine Carl, Der Ling, Sarah Conger u. a. zufolge scheint er sich aber bald wieder frei in der Verbotenen Stadt bewegt zu haben. Inwieweit die konservative Fraktion am Hof und inwieweit Cixi selbst diesen Coup d’État forciert hatte, ist unklar; er wurde militärisch unterstützt von Yuan Shikai und seinen Truppen.

### Zweite Regentschaft für Guangxu: innere Unruhen und Boxeraufstand
Cixis gesamte Wirkungsperiode war von erheblichen innenpolitischen Unruhen geprägt, und zwar sowohl im Kerngebiet des Reiches als auch in den Grenzprovinzen. Der Taiping-Aufstand im Südosten wurde mit der Eroberung Nanjings durch regierungstreue Truppen im Jahre 1864 endgültig niedergeschlagen, 1868 der der Nian im Nordosten. 1866 nutzte ein gewisser Jakub Bek die Dunganenaufstände in Chinesisch-Turkestan aus, um ein Regime namens Jetti-Schahr zu errichten. Es konnte erst 1877 von General Zuo Zongtang beseitigt werden; fünf Jahre später erhielt das Gebiet unter dem Namen Xinjiang den Status einer Autonomen Region. Dazu kamen Volksaufstände in mehreren Provinzen, etwa 1865 in Gansu. Für diese Aufstände, die den Mandschu teilweise bedrohlicher erschienen als die Kriege mit den westlichen Mächten und Japan, gab es ein ganzes Bündel von Ursachen, unter anderem:
- das starke Bevölkerungswachstum seit der Mitte des 18. Jahrhunderts, das von der Steigerung der landwirtschaftlichen Produktion immer weniger kompensiert werden konnte,
- eine Beamtenschaft, die ihren Aufgaben z. B. beim Deichschutz und der Magazinierung von Lebensmitteln für schlechte Jahre oft nicht gewachsen war und darüber hinaus als faul und korrupt wahrgenommen wurde,
- der Anstieg des Silberpreises durch die abnehmende Produktivität der südamerikanischen Silberminen, den sinkenden Export unter anderem auch von Tee und Porzellan und die entfallenen Tribute einerseits sowie den Abfluss durch den Import von Opium, aber zunehmend auch Lebensmitteln und die Reparationszahlungen andererseits,
- verheerende Umweltkatastrophen wie Überschwemmungen und Dürren, nicht zuletzt auch bedingt die Erweiterung der landwirtschaftlich genutzten Flächen in die Überflutungsareale der großen Flüsse hinein und durch die Vernachlässigung des Deichbaus.

Die Folge war eine allgemein sinkender Lebensstandard, was nicht zuletzt in verbreiteter Erwerbslosigkeit seine Ursache hatte, und eine daraus folgende Unzufriedenheit mit der Qing-Dynastie, die sich auch den außenpolitischen Bedrohungen durch den Westen, Russland und Japan nicht gewachsen zeigte. Während sich die Aufstände vom Ende des 18. bis zum 2. Drittel des 19. Jahrhunderts gegen die Dynastie oder ihre lokalen und regionalen Repräsentanten richtete und die deshalb in der Verbotenen Stadt im Allgemeinen als bedrohlicher empfunden wurden als die Kriege gegen auswärtige Mächte, erstarkte nun der han-chinesische Nationalismus gegen die Westler. Es kam zum Wiederaufleben oder Neugründungen von Geheimgesellschaften (beispielsweise „Faustkämpfer für Recht und Einigkeit“ vor allem in den nordost-chinesischen Provinzen Zhili und Shandong), die im Westen traditionell vereinfachend als „Boxer“ zusammengefasst werden. Die antiwestliche Stimmung entlud sich zunächst in Ausschreitungen gegen christlichen Missionare, die den Schutz des Kaiserhauses genossen, und die Konvertiten, aber auch in der Zerstörung von Schiffen, Schienen und Telegraphenleitungen, die nicht nur als Symbole der westlichen Zivilisation, sondern auch als Ursache der verbreiteten Unterbeschäftigung angesehen wurden, und sie kulminierte 1900 im Boxeraufstand. Indem die Boxer sich ausdrücklich für die Erhaltung der Qing-Dynastie aussprachen, während fast alle früheren Rebellionen deren Absetzung zum Ziel hatten, brachten sie den Kaiserhof in eine schwierige Lage, denn hier glaubte man nicht zu Unrecht, dass die Mandschu sich ohne die stillschweigende Unterstützung der Mächte kaum würden halten können. Andererseits sorgte das anmaßende Auftreten der fremden Mächte mit ständig neuen Forderungen auch am Kaiserhof für Verbitterung, und daher es gab in der Verbotenen Stadt auch offene Unterstützung für die Boxer, hier sind insbesondere die Halbbrüder und Vettern des Kaisers Zaiyi, Prinz Duan (Tuan, 1856–1923), der zu dieser Zeit dem Außenministerium (Zongli Yamen) vorstand, und Zailan (1856–1916) nennen. Prinz Duans Sohn Pujun (Pu’chun, 1885–1942) war übrigens im Januar 1900 wahrscheinlich auf Druck von Cixi von Guangxu zu dessen Nachfolger bestimmt worden. Zur gleichen Zeit legalisierte ein kaiserliches Edikt die Boxerbewegung. Yu Deling (Der Ling) gegenüber behauptete die Kaiserinwitwe später, dass Prinz Duan der Hauptverantwortliche für die Boxer-Rebellion gewesen sei, und ohne ihr Wissen und ihre Zustimmung das Edikt vom 19. Juni 1900 erlassen habe, wonach ein Kopfgeld auf jeden getöteten Fremden, gleichgültig ob Mann, Frau oder Kind, ausgesetzt wurde.
Mit der Ermordung des deutschen Botschafters Baron von Ketteler am 20. Juni 1900 und der nachfolgenden Belagerung des Pekinger Gesandtschaftsviertels wurden die Repräsentanten des Westens direkt angegriffen, wobei nicht geklärt ist, wie viele Boxer daran konkret beteiligt waren. Da den Gesandten lediglich etwas über 400 eigene Soldaten zur Verfügung standen, können es kaum Zehntausende gewesen sein. Der Kaiserhof war zerstritten zwischen der boxerfeindlichen Fraktion unter der Führung von General Ronglu und der ausländerfeindlichen Fraktion unter der Führung von Prinz Duan. Die Kaiserinwitwe schwankte wohl zwischen den beiden Parteien. Am 25. Juni verkündete sie einen Waffenstillstand für Verhandlungen, der jedoch nur wenige Stunden Bestand hatte. Am 17. Juli verkündete sie einen Waffenstillstand, der für den größten Teil der restlichen Belagerungszeit galt. Als Zeichen des guten Willens schickte sie den Ausländern Lebensmittel und Vorräte. Die Unstimmigkeiten unter den Chinesen führten gelegentlich zu Auseinandersetzungen zwischen Boxern und Soldaten und zwischen verschiedenen Teilen der kaiserlichen Armee. Ronglu stellte jedenfalls seine Artillerie nicht zur Verfügung. Als die europäischen Entsatztruppen am 14. August 1900 die kaiserliche Hauptstadt erreichten, flohen Cixi, der Kaiser und ein Großteil des Hofstaates, angeblich verkleidet als einfaches Volk, aus der Verbotenen Stadt in den Schutz der mandschurischen Garnison von Xi’an nach Zentralchina. Guangxus Lieblingskonkubine Zhen wurde zurückgelassen, wahrscheinlich von Eunuchen mit Billigung oder gar auf Geheiß von Cixi ermordet. Nachfolgend begingen die westlichen und japanischen Truppen zahlreiche Verbrechen an der chinesischen Zivilbevölkerung, sie plünderten – teilweise trotz Verbots durch die verschiedenen Befehlshaber – die verlassenen Kaiserpaläste, die Gebäude selbst blieben aber weitgehend verschont, lediglich der Seepalast, wo Guangxu angeblich gefangen gehalten wurde, wurde durch einen versehentlich ausgebrochenen Brand zerstört. Nach Artikel 28 der Haager Landkriegsordnung von 1899 waren die Plünderungen nun jedenfalls rechtswidrig. Später beteiligten sich wohl auch Chinesen daran. Der Aufstand endete mit dem sogenannten Boxerprotokoll. Die alliierten Mächte realisierten, dass eine weitere Beschneidung der territorialen Integrität Chinas ihrem Ansehen nur schaden würde, und verzichteten auf weitere Vertragshäfen, bestanden aber auf Reparationen von insgesamt 450 Mio. Tael, zahlbar mit 4 % Zinsen bis 1940 und auf eine Reihe von demütigenden Gesten (z. B. Ketteler-Bogen).
Am 7. Januar 1902 kehrten Cixi, Guangxu und der Hofstaat nach Peking zurück, nachdem sich Vizekönig Li Hongzhang mit den Europäern über das weitere Vorgehen geeinigt hatte. Als Zeichen der beginnenden Aussöhnung mit der Moderne und dem Westen fuhren sie das letzte Stück mit der Eisenbahn. Die Boxerkonvention zwang sie dazu, die Führer der Boxer hinrichten zu lassen oder wie Prinz Duan und Zailan, die Mitglieder der kaiserlichen Familie waren, ins Exil zu schicken, außerdem ein Handelsministerium einzurichten und die Zollverwaltung zu reformieren. Prinz Duans Sohn Pujun wurde als Thronfolger wieder abgesetzt. Dass im Rechtswesen die Folter und die Hinrichtung durch Zerstückelung abgeschafft wurden, entsprach wohl der Erwartung der Westler, die beides als barbarisch verurteilten. Allerdings bestand das inquisitorische Rechtssystem fort: Gemäß dem konfuzianischen Ethos waren die Gelehrtenbeamten bei Klagen aufgefordert, den Sachverhalt zu ermitteln und nach bestem Wissen und Gewissen Recht zu sprechen; das chinesische Gerichtswesen kannte keine Staats- und Rechtsanwälte im Sinne des Westens, weswegen es als intransparent und korrupt angesehen wurde. Auch das Bildungswesen wurde modernisiert: die Beamtenprüfungen alten Stils wurden abgeschafft, weitere Studienangebote in Geschichte, Geographie und Naturwissenschaften geschaffen und mehr Chinesen ein Studium im Ausland ermöglicht. Die USA und England verwendeten einen Teil der Reparationen für Stipendien an Chinesen. All diese Maßnahmen fanden nunmehr – wenn vielleicht auch gezwungenerweise – die Zustimmung der konservativen Fraktion am Hof und von Cixi. Für 1917 kündigte sie sogar die Einführung einer konstitutionellen Monarchie nach europäischem und japanischem Vorbild an. Den Untergang der Qing-Dynastie vermochte dies freilich nicht mehr aufzuhalten. Die Reformen kamen zu spät und überdies hatten die Qing das Vertrauen großer Teile der Bevölkerung verloren. Die Grundlagen für die Revolution des Xinhai-Jahres 1911 waren gelegt.

### Die Öffnung der Verbotenen Stadt

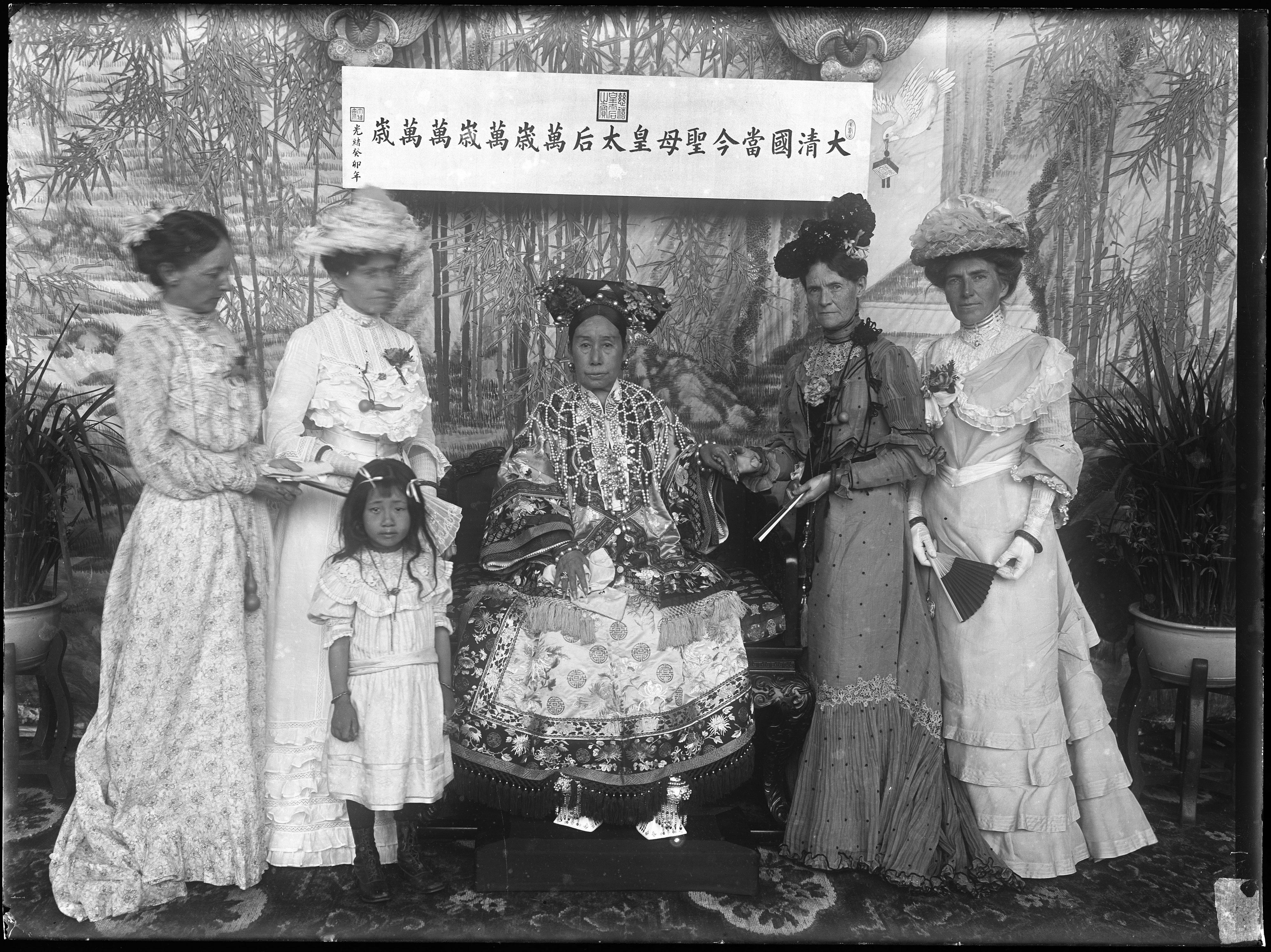
Cixi und die Gattinnen verschiedener Botschafter – bemerkenswert an diesem Foto ist, dass die Kaiserinwitwe Sarah Conger zu ihrer Linken erlaubte, ihre Hand zu halten

Vor dem Boxeraufstand hatten nur wenige westliche Diplomaten die Kaiserinwitwe sehen können, der erste war wohl Prinz Heinrich von Preußen im Mai 1898. Ein Jahr später lud sie die Gattinnen der Botschafter zu einer Teegesellschaft und einem offiziellen Empfang im Thronsaal ein, wo die Damen zu ihrer Überraschung auch von Kaiser Guangxu begrüßt wurden. Anschließend folgte noch die Aufführung einer Peking-Oper. Trotz der Reparationsverpflichtungen setzte Cixi die kaiserlichen Paläste nach der Plünderung von 1900 wieder instand und stattete sie neu aus, um die kaiserliche Pracht wieder zu entfalten. Zu den Palästen erhielten nun vermehrt auch Besucher aus dem Westen Zutritt. Im Sommer 1903 wurde die US-amerikanische Malerin Katharine Carl eingeladen, nach China zu reisen und ein Porträt der Kaiserwitwe Cixi für die Chinesische Ausstellung im Jahr 1904 auf der Louisiana Purchase Exposition anzufertigen. Es wurde von Präsident Theodore Roosevelt erworben, der es den Smithonian Institutions übergab. Zwei weitere Porträts schuf der niederländisch-amerikanische Maler Hubert Vos im Juni 1905: ein offizielles wie Carl nach Cixis Vorgaben ohne Schattenwirkungen (heute Museum des Sommerpalastes von Peking) und eines mehr im europäischen Stil (heute in den Harvard Art Museums, siehe oben). Alle drei Gemälde sind bezeichnet (damals von rechts nach links zu lesen): „大清國慈禧皇太后“ (dà qīng guó cíxǐ huángtàihòu, deutsch: Cixi, Kaiserinwitwe im Reich der großen Qing). Es folgten auch weitere Einladungen der Diplomatengattinnen an den Kaiserhof, mit der Frau des amerikanischen Botschafters Sarah Conger hatte sie ein fast freundschaftliches Verhältnis, auf einem Foto halten sich beide die Hände. Zur Beraterin über den Westen und Dolmetscherin für die englische und französische Sprache wählte sie die Tochter eines US-amerikanischen Kaufmanns und einer Chinesin, Louisa Pierson, die wiederum mit einem chinesischen Beamten verheiratet war. Deren Tochter Der Ling (heute meist Deling) wie auch Katharine Carl beschrieben ihre Eindrücke am Kaiserhof in einem Buch. Cixi beabsichtigte offenbar, sich als weltoffenes, dem Westen aufgeschlossenes Gesicht des chinesischen Kaiserreichs zu präsentieren.

### Die Porträts in Ölfarben

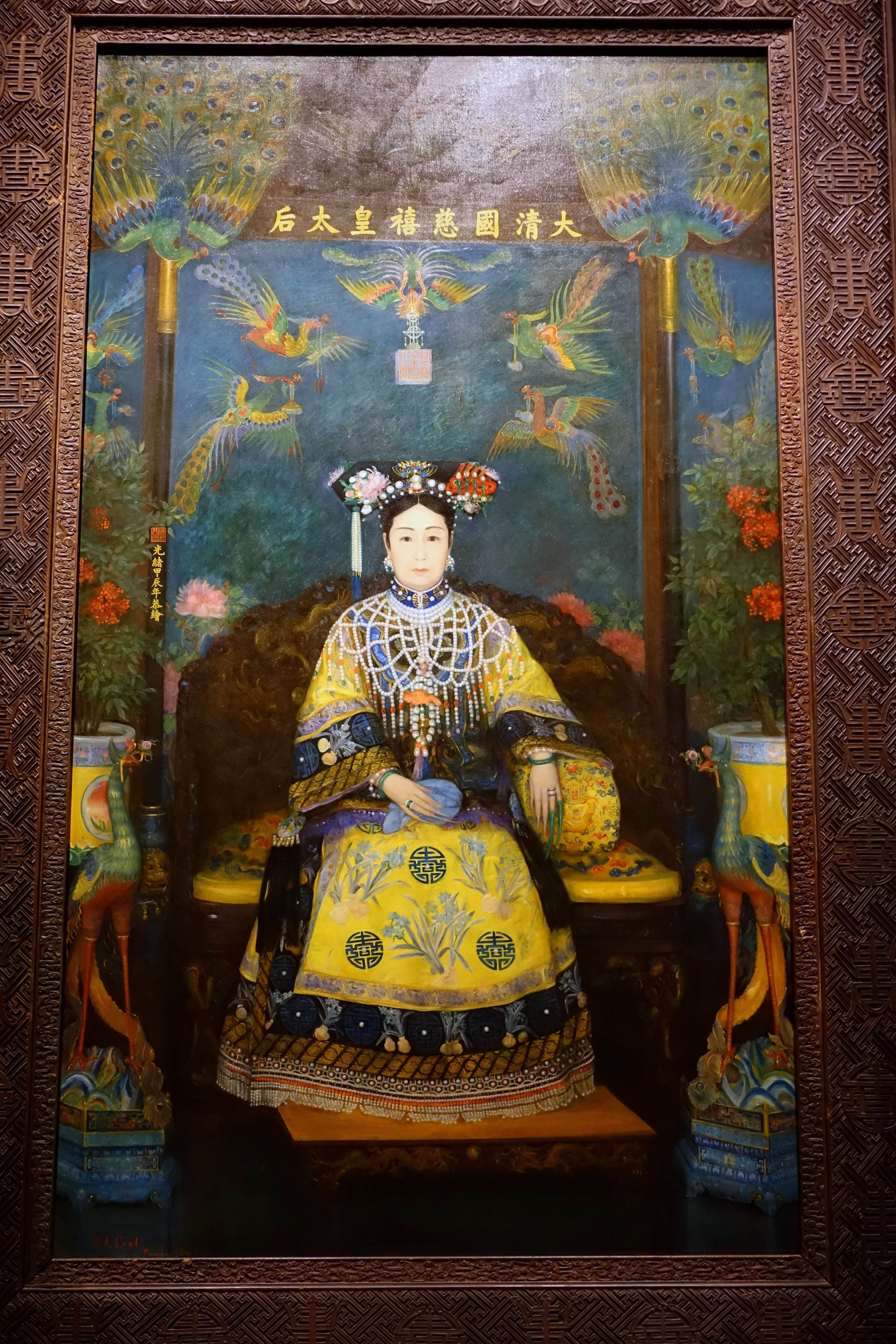
Katharine Carl, 1903
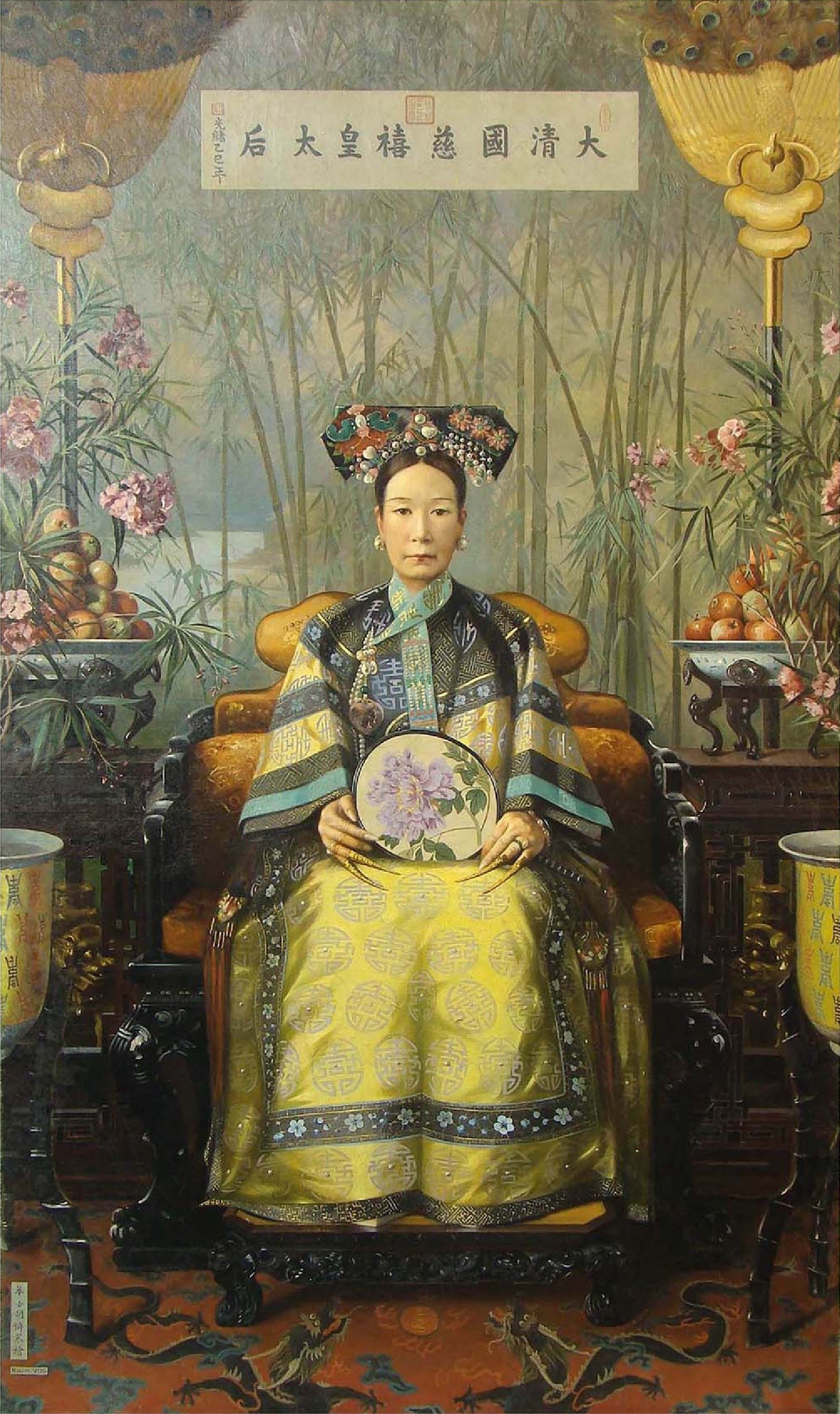
Erstes Porträt von Hubert Vos, 1905
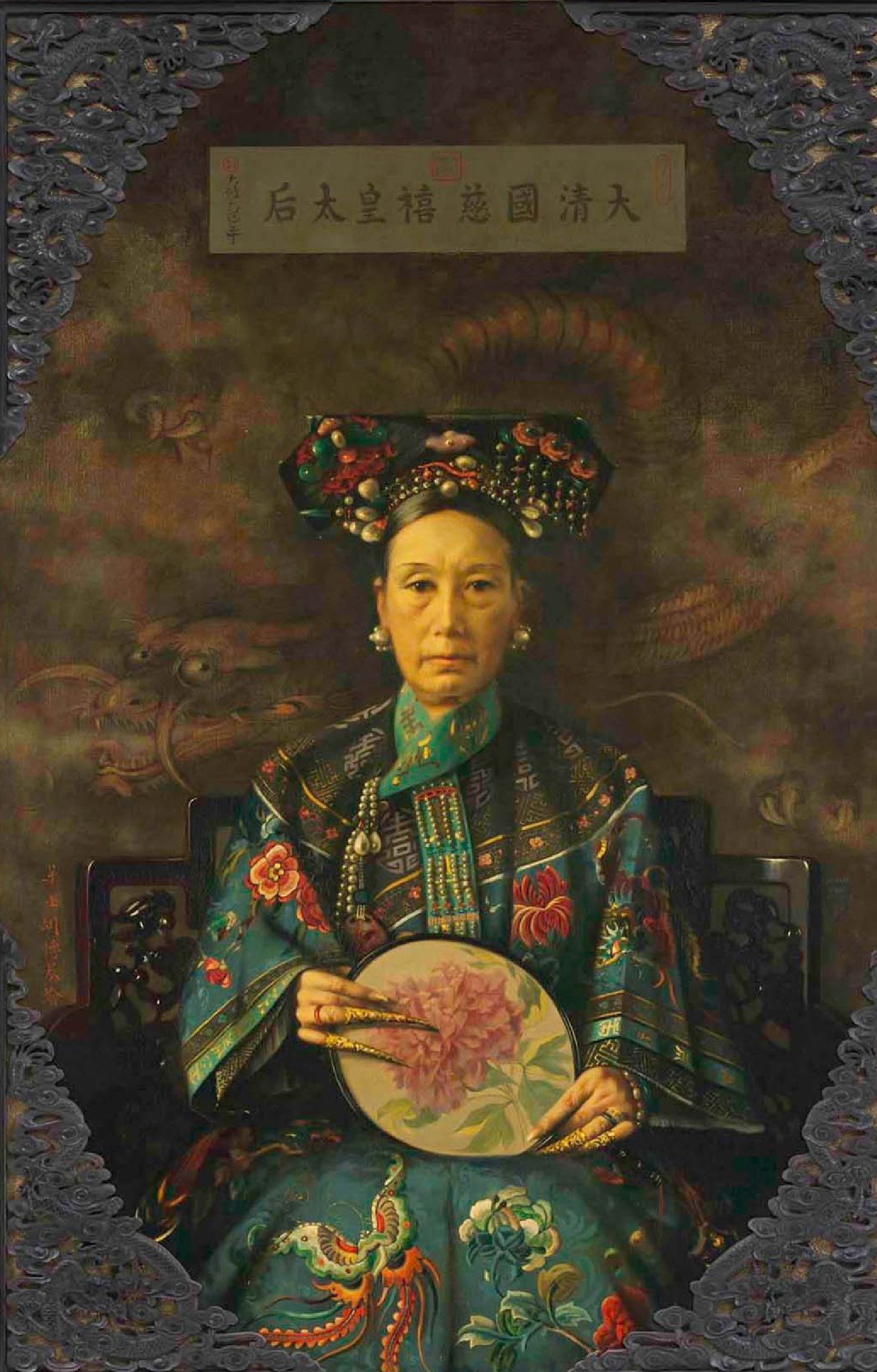
Zweites Porträt von Hubert Vos

### Cixis Ende

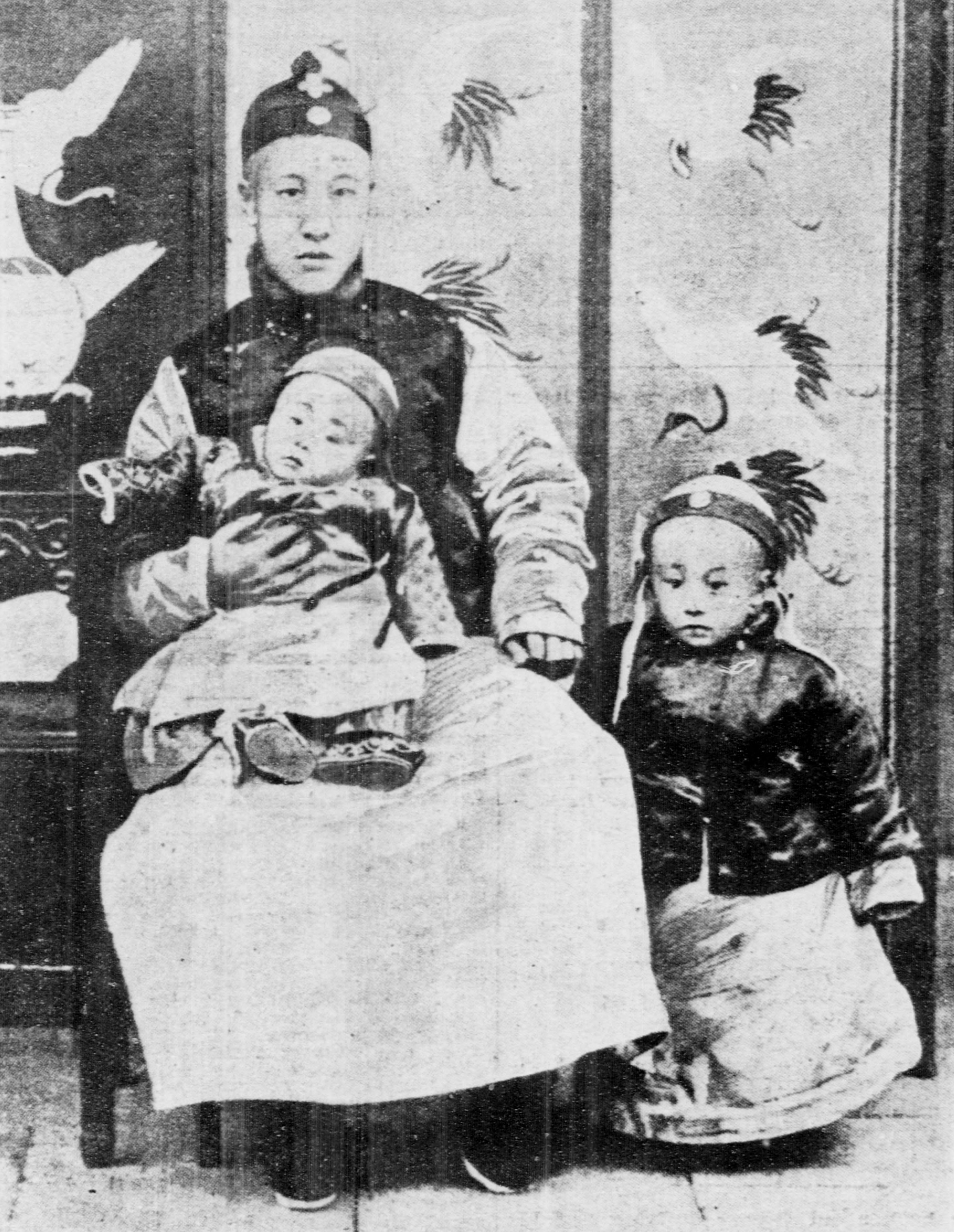
Prinz Chun mit seinen Söhnen Puyi, Chinas letztem Kaiser, und Pujie

Am 15. November 1908 starb Cixi an der Influenza. Zuvor hatte sie mit Puyi zum dritten Male ein Kind zum Nachfolger auf dem Drachenthron bestimmt. Der kinderlose Kaiser Guangxu war schon einen Tag vor ihr unter lange ungeklärten Umständen gestorben. Neuere chemische Analysen wiesen jedoch eine kurzfristige Arsenvergiftung nach. Ob er wirklich von einem ihrer Anhänger oder sogar auf ihren Befehl hin umgebracht wurde, muss offen bleiben. Zum Nachfolger Guangxus bestimmte sie Puyi, den erst zweijährigen Sohn von den Chun II., der zusammen mit General Yuan Shikai zum Regenten ernannt wurde. Als Äraname wurde Xuantong (宣統, deutsch etwa Proklamation einer [neuen] Ordnung) festgelegt. Kaiserin Jinfeng folgte Cixi nach als Kaiserinwitwe Longyu. Chun setzte kurz darauf den nicht zur Dynastie gehörenden Yuan ab und verbannte ihn und seine Armee nach Henan. 1911 entzog dieser jedoch den Qing seine Unterstützung und half so Sun Yat-sen, die Republik China zu gründen. Wenig später errichtete er faktisch seine eigene Militärdiktatur.
Cixi wurde in dem von ihr erbauten Dingdongling-Mausoleum in den Östlichen Qing-Gräbern bestattet. Ihre Totenruhe währte indes nicht lang, denn schon 1928 plünderten Truppen der Kuomintang das Grab und schändeten ihren Leichnam. Die Juwelen und Perlen, die sie bei sich trug, wurden angeblich Chiang Kai-sheks Ehefrau Song Meiling als Trophäe überreicht.

## Historische Bewertung
Weil die Verbotene Stadt bis etwa 1898 für Ausländer nur ausnahmsweise zugänglich war, etwa bei den beiden Audienzen für die Botschafter in Peking zu Beginn der eigenständigen Regierung von Tongzhi 1873 und Guangxu 1891, kann die Persönlichkeit Cixis kaum objektiv gewürdigt werden. Bekannt sind die von den Kaiserinwitwen gesiegelten Erlasse, nicht aber wie sie zustande kamen. Die Tagebücher Weng Tonghes wurden erstmals 1925, also über 20 Jahre nach seinem Tod, veröffentlicht, und sind noch nicht in eine westliche Sprache übersetzt worden. Insofern basieren die Kenntnisse im Westen im Wesentlichen auf Palastgerüchten und Schlussfolgerungen. Weitgehend ungeklärt sind grundlegende Fragen, etwa wie sie denn überhaupt an die Macht kam, aber auch wie sie sich die Regentschaft mit Ci’an und mit anderen einflussreichen Menschen am Hof wie den Mitgliedern des Großen Rates oder den Großtutoren teilte. Eine zupackende Entschlossenheit, vielleicht auch Skrupellosigkeit in wichtigen Momenten wird man ihr allerdings nicht absprechen können, ebenso wenig einen scharfen Verstand sowie mehr und mehr auch die Fähigkeit, die Konflikte der verschiedenen Fraktionen am Hof zu moderieren. Von 1898 an lud sie regelmäßig die Frauen der Diplomaten ein, die sie als großzügige Regentin kennenlernten, die sich neugierig und dem Westen aufgeschlossen zeigte, aber auch bemerkten, dass sie bei ihren Bediensteten weiterhin streng auf die Einhaltung der Etikette achtete.
Das Bild von der grausamen, machthungrigen und von starken sexuellen Trieben geleiteten Frau wurde vor allem in Großbritannien gefördert. Besonders der britische Peking-Korrespondent der Londoner Times, George Morrison, schilderte Cixi in seinen Artikeln als Monster und Meuchelmörderin. Heute ist bekannt, dass Morrison, der selbst des Chinesischen nicht mächtig war, sich auf Berichte von vermeintlich „intimen Kennern des chinesischen Hofes“ stützte, allen voran auf Edmund Backhouse und den exilierten Kang Youwei, und seine Artikel mehr den Phantasien und Erwartungen puritanisch orientierter Briten zu entsprechen suchten.
Ob es allerdings Cixi war, „die Chinas Weg in die Moderne ebnete“, wie Chang in ihrer Biographie zu beweisen sucht, ist angesichts der Tatsache zweifelhaft, dass der Anteil Cixis an den Entscheidungen des Hofes letztlich kaum zu bestimmen ist. Daher lohnt es sich eher, die Handlungsoptionen des Mandschu-Hofes insgesamt in den Blick zu nehmen. Die Maxime der Tongzhi-Restauration, nämlich „die chinesischen ethischen Prinzipien der menschlichen Beziehungen und der konfuzianischen Lehren als Grundlage (ti) zu nehmen und sie mit den Techniken (yong) des Reichtums und der Macht der verschiedenen Nationen [des Westens] zu ergänzen“ bzw. kurz und prägnant „Chinesisches Lernen als Substanz, westliches Lernen als Funktion“, erwies sich letztlich nicht als wirksam genug, um die Qing-Dynastie vor dem Untergang zu bewahren und den fortschreitenden Machtverfall Chinas aufzuhalten. Feng Guifen erkannte bereits nach dem verlorenen Ersten Opiumkrieg, dass auch Reformen in Bildung und Wissenschaft, in der Wirtschaft und in der Regierung bzw. der Verwaltung notwendig waren. Dies legte die Axt an die Wurzel der Herrschaft nicht nur der Mandschu, sondern der Stellung der Gelehrtenbeamten, der neuerdings so genannten Chinesischen Gentry. Erst nach der Niederschlagung des Boxeraufstandes fand sich der Mandschu-Hof dazu bereit, die tiefgreifenden Veränderungen in die Wege zu leiten, um China in die Moderne zu führen. Nun kam auch der Bau von Eisenbahnen in Gang. Ein wichtiges Projekt war ab 1905 die Ausarbeitung einer Verfassung für eine konstitutionelle Monarchie; am 27. August 1908, also wenige Monate vor Cixis Tod, wurden Richtlinien für eine künftige Verfassung verkündet, die 1916 in Kraft treten sollte und dem Kaiser noch nahezu unumschränkte Macht, weitgehend auch über die Finanzen, gewährte und den Untertanen lediglich das Recht auf freie Meinungsäußerung und den Schutz des Eigentum und der Wohnung sowie vor willkürlicher Verhaftung zugestand. Eine stärkere Mitwirkung des Parlaments sahen erst die Neunzehn Artikel vom 13. September 1911 kurz vor der Ausrufung der Republik am 1. Januar 1912 vor. Aufgaben, Rechte und Pflichte der Beamten und Verwaltung von den Gemeinden aufwärts bis zum Kaiserhof wurden nicht festgelegt, was eine Durchsetzung kaiserlicher Politik im ganzen Land erschwerte, wenn nicht faktisch unmöglich machte. Dazu kamen zahlreiche Gebiete mit halbautonomem oder autonomem Status, nicht nur die Vertragshäfen, sondern auch die meisten Grenzgebiete (Guangxi, Xinjiang, Tibet u. a.). Weder in der Armee noch in der Marine gab es eine vom Kaiserhof ausgehende Kommandostruktur, die meisten Truppen- und Flottenabteilungen wurden von Kriegsunternehmern wie Li Hongzhang geführt, die keinerlei Expertise in moderner Land- bzw. Seekriegsführung hatten. Diese letztlich im Wesentlichen auf die schiere Größe Chinas zurückzuführenden Probleme machten es schwer bis unmöglich, einfach das Modell der Meiji-Restauration zu kopieren. Handel und Industrie konnten sich bis kurz vor Ende der Monarchie fast nur in den Vertragshäfen entwickeln, die eine ungeheure Sogwirkung auf aufstiegswillige Chinesen ausübten, zumal die Zahl der Beamtenstellen trotz des Bevölkerungswachstums kaum erhöht worden war und somit schon statistisch immer weniger Bewerber die Beamtenprüfungen bestehen konnten. Durch Bücher und Zeitungen entstand zudem eine Öffentliche Meinung, die oft sowohl dem Westen als auch den Mandschu kritisch gegenüberstand. Es hat den Anschein, dass Cixi die Herausforderungen der Zeit durchaus erkannt hat, sie taktisch und situativ in der Lage war, entschlossen zu handeln, aber weder die strategische Weitsicht noch die Autorität gegenüber der mächtigen konservativen Fraktion am Hof hatte, China tatsächlich und rechtzeitig auf den Weg in die Moderne zu führen.
Aus kultureller Sicht ist mit Cixis Namen der Neue Sommerpalast als historisch bedeutsames Symbol kaiserlicher Prachtentfaltung und chinesischer Gartenbaukunst verbunden, dessen Wiederaufbau und Restaurierung sie nach den Zerstörungen und Plünderungen 1860 und 1900 wesentlich gefördert hat.

## Galerie – Cixi als Malerin
In Museen und auf dem Kunstmarkt existieren zahlreiche Aquarelle, die mit einem Stempel im Namen Cixis in roter Siegelschrift bezeichnet sind. Dass es authentische Werke der Kaiserinwitwe sind, wird neuerdings bezweifelt, sie werden heute eher der Malerin Miao Jiahui (1842–1918) und anderen zugeschrieben. Allerdings ist bezeugt, dass sie Kalligrafien vor allem von Glückssymbolen selbst schwungvoll ausführte. Wohl zu ihrem 60. Geburtstag (nach europäischer Rechnung: ihrem 59.) entstanden Porzellane mit zwei Dekoren nach ihren Vorgaben, die offenbar auf Blumenmalerei in ihrem Stil zurückgehen. Sie tragen die Bezeichnung „大雅斋“ (damals noch von rechts nach links, dayazhai, deutsch meist: Studio der höchsten Eleganz) und eine ovale Siegelmarke. Nach Gunhild Avitabile ist die symbolische Bedeutung des Dekors: „Söhne und Enkel in zehntausend Generationen“.

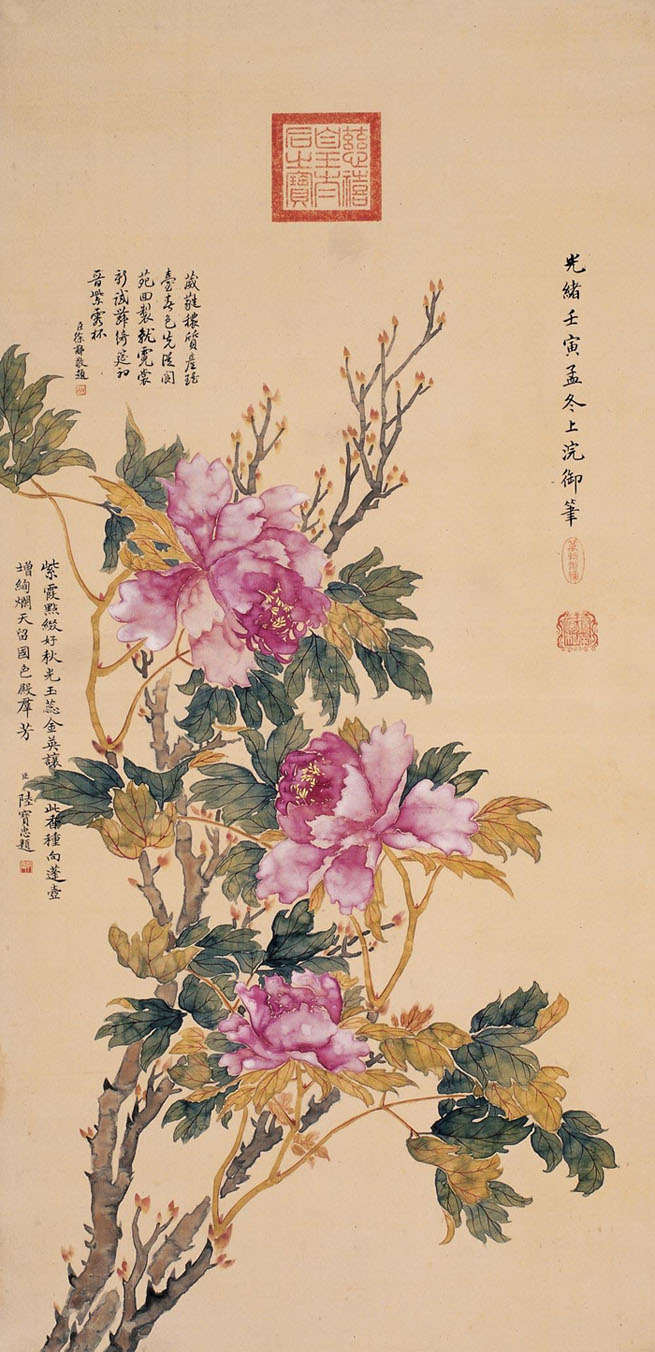
Rosa Pfingstrosen
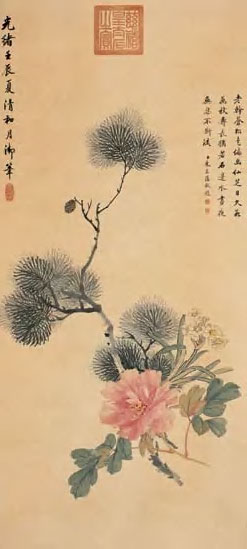
Kiefernzweig
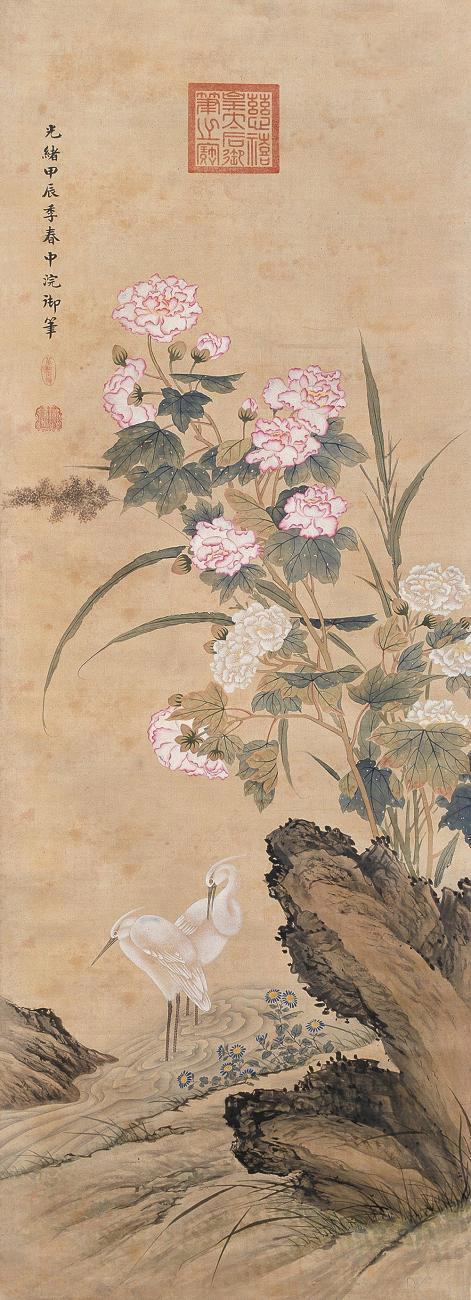
Seidenreiher und Pfingstrosen
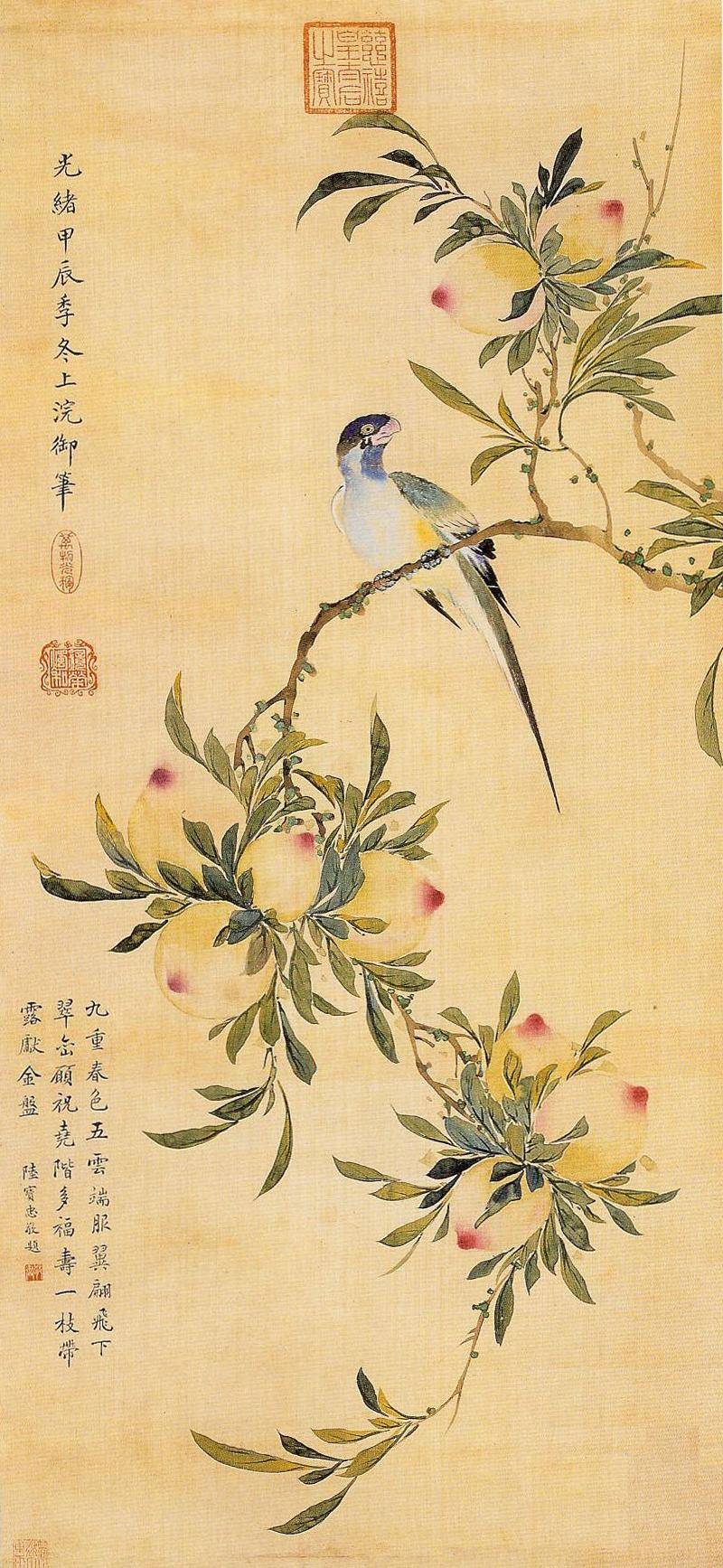
Vogel zwischen Früchten
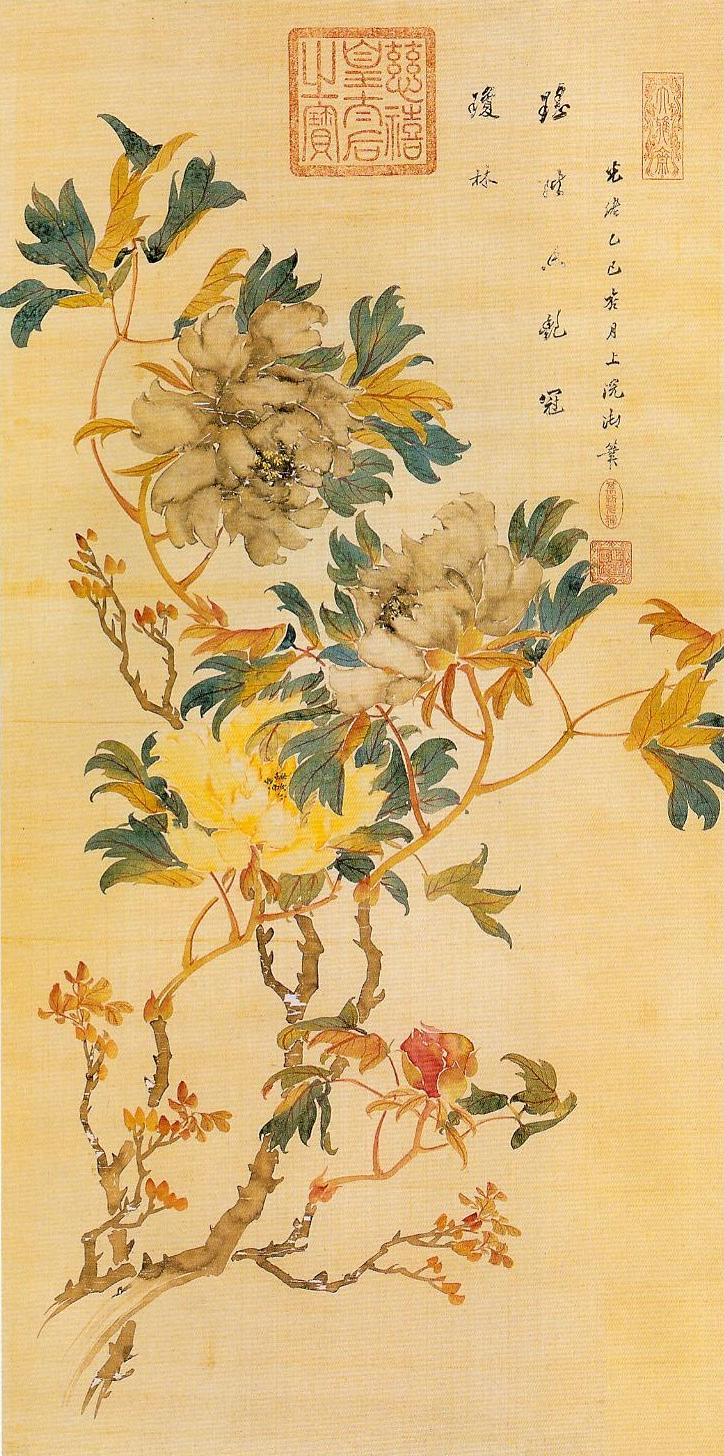
Gelbe Pfingstrosen
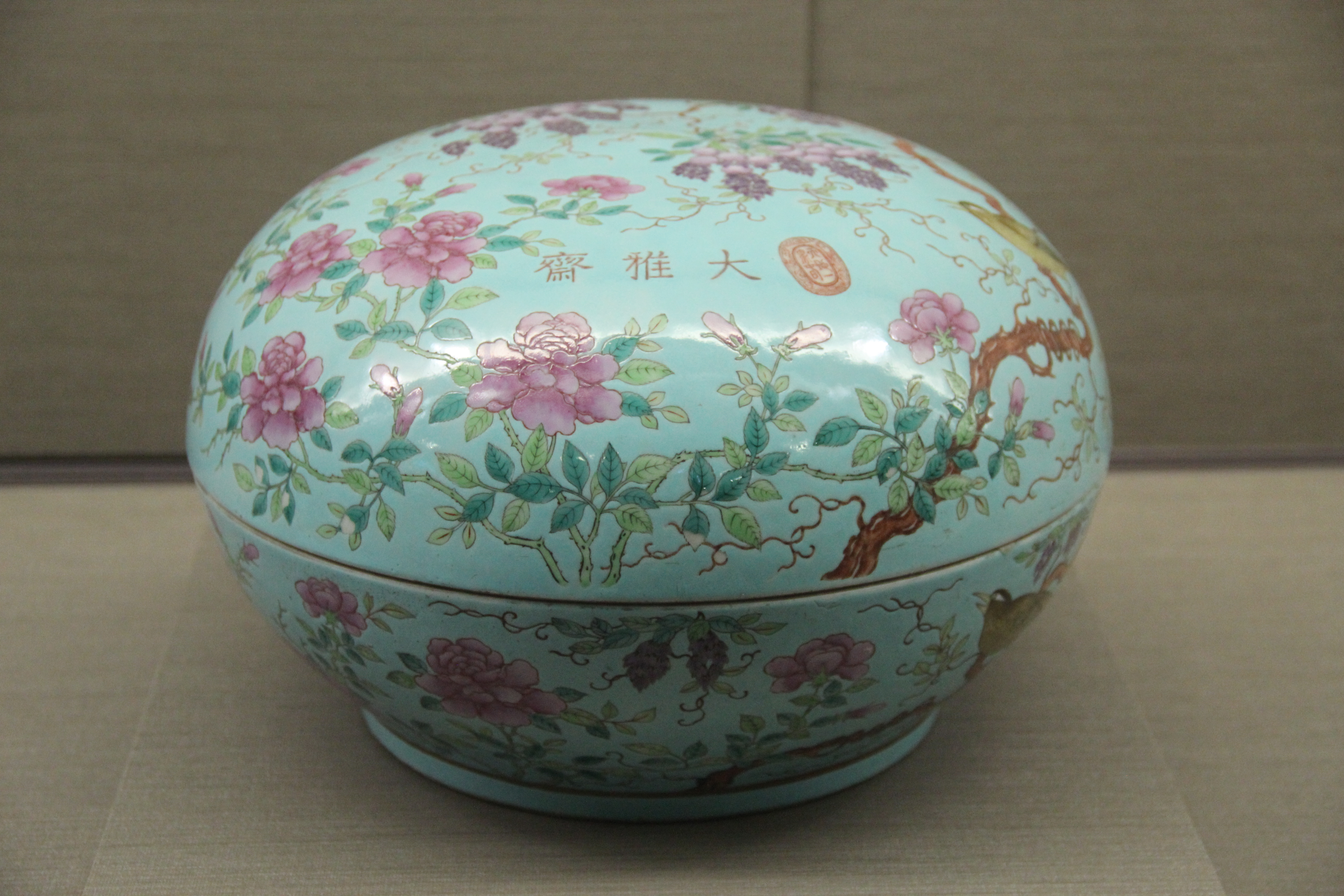
Porzellanschale mit Deckel wohl nach einem Entwurf von Cixi

### Zeitgenössische Berichte
- Albert Brüschweiler: Das Begräbnis der Kaiserin-Witwe von China. In: Schweizer Illustrierte, Bd. 14. 1910, S. 113–117. (e-periodica)
- Katherine A. Carl: With the Empress Dowager of China. Nash, London u. a. 1906.
- Sarah Pike Conger: Letters from China, with Particular Reference to the Empress Dowager and the Women of China. McClurg & Co., Chicago 1909.
- Isaac Taylor Headland: Court Life in China: the Capital, its Officials, and People. Fleming H. Revell Co., New York usw. o. J.
- Princess Der Ling: Two Years in the Forbidden City. Moffat, Yard & Co., New York 1917.

### Sekundärliteratur

#### Über Cixi
- Jung Chang: Kaiserinwitwe Cixi. Die Konkubine, die Chinas Weg in die Moderne ebnete. Blessing, München 2014, ISBN 978-3-89667-418-0.
- Heide-Renate Döringer: Cixi. Die letzte Kaiserin auf dem chinesischen Drachenthron. Lebensbild einer außergewöhnlichen Frau. BoD, Norderstedt 2018, ISBN 978-3-7460-0765-6.
- Fang Chao-ying: Hsiao-ch'in Hsien Huang-hou (=Cixi). In: Eminent Chinese of the Ch'ing Period, Hg.: Arthur William Hummel. U.S. Government Printing Office Bd. 1 (1943), S. 295–300.
- Margareta Grieszler: Das letzte dynastische Begängnis. Chinesisches Trauerzeremoniell zum Tod der Kaiserinwitwe Cixi. Eine Studie (= Münchner ostasiatische Studien. Bd. 57). Steiner, Stuttgart 1991, ISBN 3-515-05994-6.
- Manfred Just: Die Kaiserin-Witwe Cixi. Duncker und Humblot, Berlin 1997, ISBN 3-428-08981-2.
- Sterling Seagrave: Die Konkubine auf dem Drachenthron. Leben und Legende der letzten Kaiserin von China 1835–1908 (= Heyne 01 Allgemeine Reihe 9388). Heyne, München 1994, ISBN 3-453-08202-8.
- Marina Warner: Die Kaiserin auf dem Drachenthron. Leben und Welt der chinesischen Kaiserinwitwe Tz'u-hsi. 1835–1908. Ploetz, Würzburg 1974, ISBN 3-87640-061-9.

#### Über China allgemein
- Feng Chen-Schrader: Die Entdeckung des Westens. Chinas erste Botschafter in Europa 1866–1894 (= Fischer-Taschenbücher 60165 Europäische Geschichte). Aus dem Französischen von Fred E. Schrader. Fischer-Taschenbuch-Verlag, Frankfurt am Main 2001, ISBN 3-596-60165-7.
- Sabine Dabringhaus: Geschichte Chinas 1279–1949, Oldenbourg, München, 3. Aufl. 2015, ISBN 978-3-486-78112-0.
- Wolfram Eberhard: Geschichte Chinas. Von den Anfängen bis zur Gegenwart (= Kröners Taschenausgabe. Band 413). 3., erweiterte Auflage. Kröner, Stuttgart 1980, ISBN 3-520-41303-5.
- John King Fairbank: Geschichte des modernen China. 1800–1985 (dtv 4497). (Originaltitel: The Great Chinese Revolution). Übersetzt von Walter Theimer. Deutscher Taschenbuch-Verlag, München 1989, ISBN 3-423-04497-7 (2. Auflage, 9.–12. Tausend. ebenda 1991).
- Jacques Gernet: Die chinesische Welt. Die Geschichte Chinas von den Anfängen bis zur Jetztzeit (= Suhrkamp-Taschenbuch. Bd. 1505). 1. Auflage, Nachdruck. Suhrkamp, Frankfurt am Main 1997, ISBN 3-518-38005-2
- Gisela Gottschalk: Chinas große Kaiser. Ihre Geschichte – ihre Kultur – ihre Leistungen. Die chinesischen Herrscherdynastien in Bildern, Berichten u. Dokumenten. Pawlak, Herrsching 1985, ISBN 3-88199-229-4.
- Kwong, Luke S. K.: A Mosaic of the Hundred Days: Personalities, Politics, and Ideas of 1898. Harvard University Press, Cambridge (Mass.) 1984, ISBN 978-0-674-58742-7.
- Klaus Mühlhahn: Geschichte des modernen China von der Qing-Dynastie bis zur Gegenwart. C. H. Beck, München, 2. Aufl. 2022, ISBN 978 3 406 76506 3.
- Jonathan D. Spence: Chinas Weg in die Moderne. Hanser, München u. a. 2001, ISBN 3-446-16284-4.

### Romane, Cixi betreffend
- J. O. P. Bland, E. Backhouse: China unter der Kaiserin Witwe. Die Lebens- und Zeit-Geschichte der Kaiser Tzu Hsi Zusammengestellt aus Staats-Dokumenten und dem persönlichen Tagebuch ihres Oberhofmarschalls. Ins Deutsche übertragen von F. v. Rauch. Verlag von Karl Siegismund, Berlin 1913 (2. Aufl.) (literarische Dokufiktion, Quellen großenteils frei erfunden).
- Pearl S. Buck: Das Mädchen Orchidee. Roman (= Ullstein-Buch 23238). Neuauflage, Taschenbuchausgabe. Ullstein, Frankfurt am Main u. a. 1994, ISBN 3-548-23238-8.
- Anchee Min: Die letzte Kaiserin. Roman. Krüger, Frankfurt am Main 2005, ISBN 3-8105-1278-8.
- Anchee Min: Die Kaiserin auf dem Drachenthron. Roman. Krüger, Frankfurt am Main 2008, ISBN 978-3-8105-1283-3.
- Hans D. Schreeb: Hinter den Mauern von Peking. Roman (= Ullstein 25039). Ullstein, München 2001, ISBN 3-548-25039-4.